# Alfred Hitchcock
Alfred Joseph Hitchcock, KBE (wym. [ˈælfrɪd ˈd͡ʒəʊzəf ˈhɪtʃˌkɒk]; ur. 13 sierpnia 1899 w Londynie, zm. 29 kwietnia 1980 w Los Angeles) – angielski reżyser filmowy, telewizyjny, scenarzysta i producent, uznawany za jednego z najbardziej wpływowych twórców filmowych w historii kina. Określany mianem „mistrza suspensu”. W trwającej sześć dekad karierze wyreżyserował 53 filmy fabularne. Stał się rozpoznawalny dzięki licznym wywiadom, występom cameo w swoich produkcjach i serialowi kryminalnemu Alfred Hitchcock przedstawia (1955–1962). Podobne uznanie zyskiwali aktorzy grający w jego filmach. W 1955 przyjął obywatelstwo amerykańskie.
Początkowo zarabiał jako copywriter oraz pracownik techniczny w przedsiębiorstwie zajmującym się produkcją kabli elektrycznych. W 1919 rozpoczął pracę w branży filmowej, zajmując się projektowaniem napisów. Jego pierwszy udany film Lokator (1927), w znacznym stopniu przyczynił się do rozwoju i ukształtowania dreszczowca jako gatunku filmowego. Zaprezentowany dwa lata później Szantaż był pierwszym brytyjskim filmem dźwiękowym. Jego dwie produkcje z lat 30., 39 kroków (1935) oraz Starsza pani znika (1938), należą – według Brytyjskiego Instytutu Filmowego (BFI) – do grona najwybitniejszych filmów kinematografii brytyjskiej XX wieku. W 1939, będąc filmowcem o międzynarodowym uznaniu i znaczeniu, za namową producenta Davida O. Selznicka, przeniósł się do Stanów Zjednoczonych, gdzie w latach 40. wyreżyserował szereg udanych i kasowych produkcji, w tym m.in. takie tytuły, jak: Rebeka (1940), Zagraniczny korespondent (1940), Podejrzenie (1941), Cień wątpliwości (1943), Urzeczona (1945) i Osławiona (1946). Zrealizowane przezeń w latach 50. i 60. filmy – Okno na podwórze (1954), Zawrót głowy (1958), Północ, północny zachód (1959), Psychoza (1960) i Ptaki (1963) – na trwałe wpisały się do kanonu klasyki amerykańskiej kinematografii. W trakcie kariery był pięciokrotnie nominowany do nagrody Akademii Filmowej w kategorii dla najlepszego reżysera.
Jego styl reżyserski obejmował płynny ruch kamery, która naśladowała spojrzenie granej postaci – stawiając tym samym widza w roli podglądacza – i filmowanie ujęć w taki sposób, aby zmaksymalizować uczucie lęku i niepokoju. Otrzymał francuski Order Sztuki i Literatury w klasie Oficera, Legię Honorową w klasie Kawalera i Order Imperium Brytyjskiego w klasie Kawalera Komandora (KBE).

## Życiorys

### Rodzina i młodość

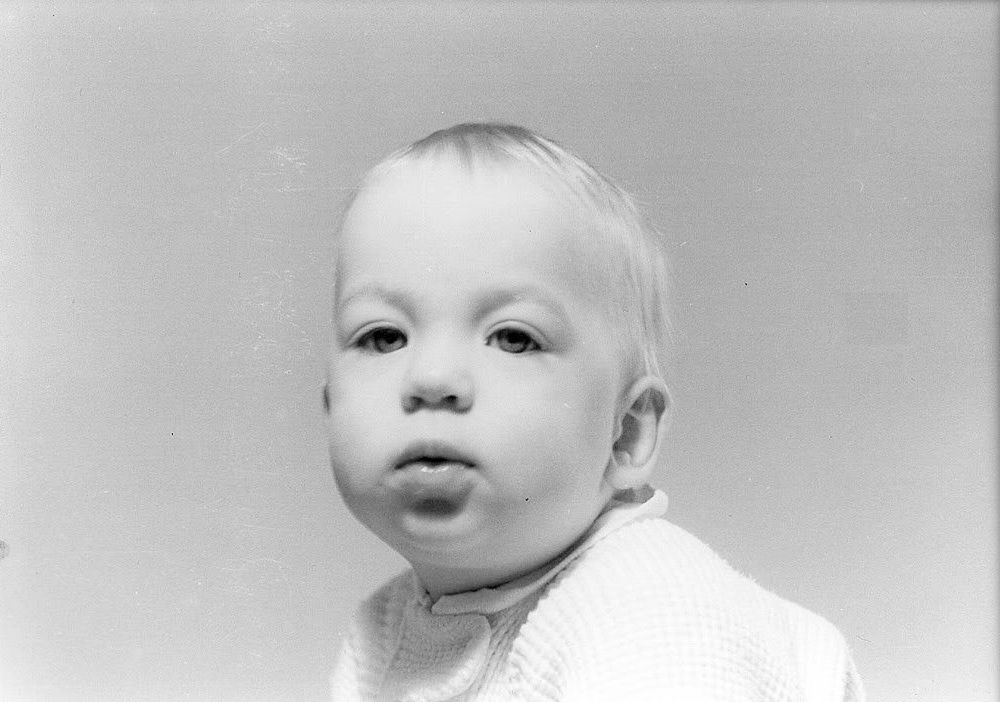
Hitchcock w okresie niemowlęctwa (1899)

Alfred Joseph Hitchcock urodził się 13 sierpnia 1899 w Leytonstone (należącym ówcześnie do Essex), dzielnicy położonej pięć mil od wschodniej części Londynu, wchodzącej w skład gminy London Borough of Waltham Forest. Był najmłodszym dzieckiem Williama Hitchcocka (1862–1914) i Emmy Jane (z domu Whelan; 1863–1942). Miał dwoje starszego rodzeństwa: brata Williama (1890–1943) oraz siostrę Ellen Kathleen „Nellie” (1892–1979). Rodzice Hitchcocka byli gorliwymi katolikami z irlandzkimi korzeniami. William Hitchcock, podobnie jak jego ojciec Joseph (ur. 1831), był sprzedawcą warzyw i dobrze prosperującym handlowcem. Prowadził spożywczak przy High Road 517. Był on człowiekiem o emocjonalnej naturze, a silne nerwobóle powodowały przebarwienia skóry. Po latach Hitchcock wspominał: „Pamiętam, że ojciec codziennie szedł do pracy w ciemnym garniturze, białej, wykrochmalonej koszuli i ciemnym krawacie”. Matka Emmy Jane, wywodząca się z klasy średniej, zajmowała się domem. Z uwagi na dobre wychowanie, w młodości był nazywany przez ojca „jagniątkiem bez skazy”, sam zaś wspominał, jak każdego wieczoru stawał w nogach łóżka matki, by opowiadać o wszystkich swych uczynkach danego dnia, dobrych i złych.
Gdy miał 6 lub 7 lat, rodzina przeniosła się do dzielnicy Limehouse, która pod koniec XVII stulecia stała się integralnym składnikiem londyńskiego East Endu. Jego ojciec nabył dwa sklepy rybne przy Salmon Lane, ulicy znajdującej się nieopodal Limehouse Basin i Tamizy. Rodzina zamieszkała pod numerem 175 lub 130. Limehouse uchodziło za „nieokrzesaną i hałaśliwą” okolicę, będącą ucieleśnieniem tego, co określano „cuchnącą stertą” wschodniego Londynu. Rzadko wspominał lata młodości, lecz przywoływał sytuację, w której ojciec porozumiał się z miejscowym policjantem, by ten zamknął go w celi na kilka minut po tym, gdy wrócił spóźniony z wyprawy po mieście. Wydarzenie to miało tłumaczyć trwający całe życie lęk Hitchcocka przed policją, a także fascynację winą i karą.
Od najmłodszych lat fascynował się kinem. Jako 8- i 9-latek oglądał krótkie, 3- lub 4-minutowe filmy takie jak W pociągu gnającym donikąd czy Hala podróże i sceny ze świata. Podziwiał zachodnie produkcje z udziałem D.W. Griffitha, Douglasa Fairbanksa, Harolda Lloyda i Mary Pickford. Regularnie czytał czasopisma poświęcone tematyce filmowej – w księgarni przy Leicester Square kupował „The Bioscope” i „Kinematograph Weekly”. Odwiedzał z rodzicami cyrk na Wanstead Flats i Stratford Music Hall, gdzie wystawiano pantomimy, skecze i włoskie operetki.

#### Edukacja i praca

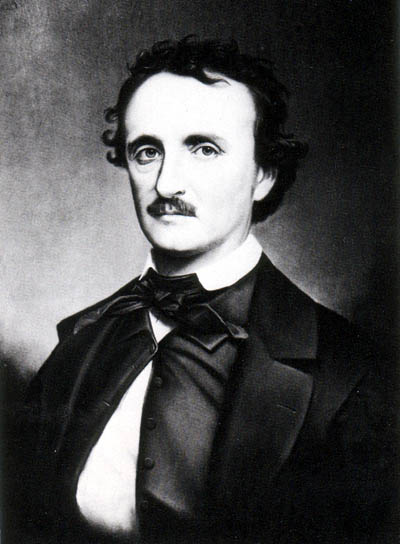
Twórczość Poego miała istotny wpływ na karierę Hitchcocka. „Nie mogę się powstrzymać, by tego, co starałem się umieścić w moich filmach, nie zestawiać z treścią opowiadań Edgara Allana Poego”

Pierwsza placówka edukacyjna do której uczęszczał była – zdaniem Petera Ackroyda – ortodoksyjnie katolicka. W wieku 6 lub 7 lat, przez krótki czas uczył się w prywatnej szkole przy Mayville Road. Według biografów kolejną placówką edukacyjną – do której chodził przez dwa lata – była prowadzona przez siostry z zakonu Wiernych Towarzyszek Jezusa szkoła w Howrah House przy East India Dock Road w Poplar. Mając 9 lat, trafił do internatu szkoły prowadzonej przez salezjanów mieszczącej się na Surrey Lane w Battersea, gdzie wytrzymał tydzień. W opinii Ackroyda wpływ na to miał internatowy reżim i przymusowa rozłąka z rodziną, natomiast Patrick McGilligan jako główny powód wymieniał złe wyżywienie na stołówce. 5 października 1910 został uczniem jezuickiego St Ignatius’ College na Stamford Hill, słynącego z rygorystycznej dyscypliny. Zarejestrowano go pod numerem 343 jako „Alfred Hitchcock, syn kupca rybnego Williama Hitchcocka”.
Po latach twierdził, że nauczył się od jezuitów ich zakonnych cnót: panowania nad sobą i precyzji. Był dobrym uczniem, który wiedzę przyswajał szybko i wszechstronnie, nie mając problemów z obszernym programem nauczania – obejmującym zajęcia z angielskiego, fizyki, łaciny i matematyki. Regularnie zajmował czołowe miejsca wśród najlepszych uczniów w klasie. Zyskał przydomek „Cockie” i był outsiderem. Opisywał siebie jako pozbawionego przyjaciół samotnika. Ukończywszy szkołę w wieku 13 lat, oświadczył rodzicom, że chce zostać inżynierem – zawód ten uważano w owych czasach za bezpieczny oraz dający nadzieję na przyszłość. Został zapisany do London County Council School of Marine Engineering and Navigation przy Poplar High Street, gdzie uczył się akustyki, mechaniki i rysunku technicznego.
W listopadzie 1914 bądź na początku 1915 podjął pracę – za 15 szylingów tygodniowo – w W.T. Henley’s Telegraph Works Company Limited przy Blomfield Street, obok London Wall. Zatrudniono go jako młodszego doradcę technicznego w dziale sprzedaży. Oficjalnie był „ekspertem” technicznym od wielkości i przewodności kabli elektrycznych.
Miesiąc po zatrudnieniu jego ojciec William zmarł na rozedmę płuc w wieku 52 lat. Starszy brat przejął sklep, a Hitchcock mieszkał z matką przy Salmon Lane. Po wybuchu I wojny światowej w lipcu 1914 był zbyt młody, aby wstąpić do wojska. W 1917 otrzymał kategorię C3, choć niektórzy biografowie podają, że okrucieństwa wojenne były traumatycznym przeżyciem dla znerwicowanego Hitchcocka.
Mając 16 lat zainteresował się amerykańskim poetą Edgarem Allanem Poe i jego pełną makabry twórczością. Nieszczęśliwe życie pisarza wywarło znaczący wpływ na młodego Hitchcocka. Regularnie oglądał produkcje z udziałem Bustera Keatona, Charliego Chaplina oraz filmy zrealizowane przez D.W. Griffitha (Narodziny narodu; 1915, Nietolerancja; 1916, Męczennica miłości; 1920). Szczególnym uznaniem darzył niemiecki horror z elementami fantasy i romansu Zmęczona śmierć (1921, reż. Fritz Lang).
Rok później zaciągnął się do regimentu kadetów królewskich saperów (ang. The Corps of Royal Engineers). Razem z innymi pracownikami Henleya wieczorami uczęszczał na wykłady, a w weekendy odbywał marsze oraz musztry. Jedna z sesji ćwiczeń praktycznych odbyła się w Hyde Parku, gdzie – jak pisał John Russell Taylor – jego owijacze ciągle opadały mu na kostki.
Następnie zapisał się na wydział sztuk pięknych w Goldsmiths College, stanowiącego część Uniwersytetu Londyńskiego, gdzie studiował grafikę i kompozycję. Regularnie wysyłano go w teren, by szkicował budynki i ludzi. Szczególną uwagę poświęcał grze światła i cieni. Jak wspominał w przeprowadzonej wiele lat później rozmowie: „Jedna z pierwszych rzeczy, jakich nauczyłem się w szkole plastycznej, brzmiała: nie ma czegoś takiego jak linia, są tylko światła i cienie”.
Dzięki talentowi plastycznemu w 1919 przeniesiono go z działu sprzedaży do reklam (inne źródła podają, że miało to miejsce pod koniec 1917 lub na początku 1918). Uczył się projektowania rysunków reklamowych oraz układania tekstów do nich. Ilustrował broszury reklamowe i przygotowywał je do wydania. Za sprawą rozwijanych talentów przestał być osobą nieśmiałą i samotną. Założył i redagował „Henley Telegraph” – gazetę sprzedawaną pracownikom przedsiębiorstwa za 3 lub 6 pensów. Z biegiem czasu zaczął odczuwać znużenie wykonywaną pracą, a reklama nie należała do jego pasji. Nie zadowalała go także pensja w wysokości 15 szylingów tygodniowo.

### Kariera międzywojenna (1919–1939)

#### Współpraca z Famous Players-Lasky

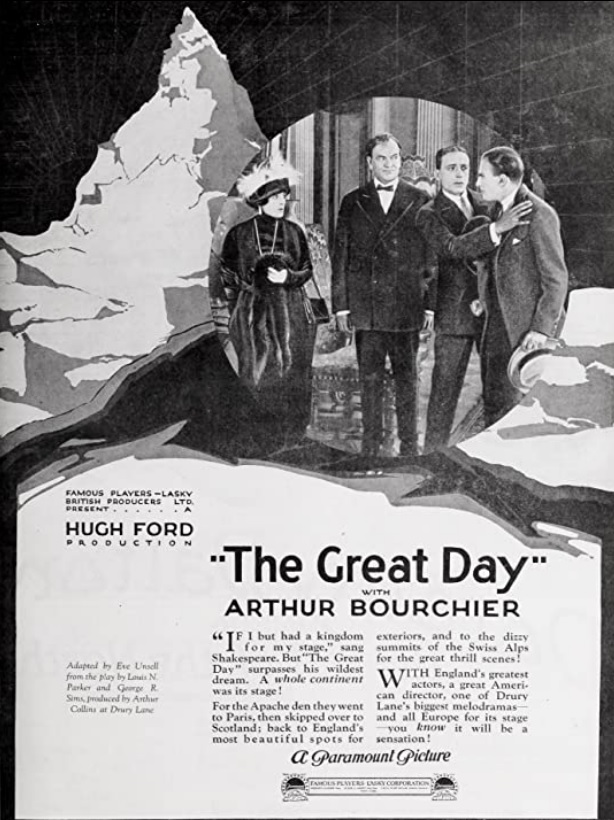
The Great Day (1920), pierwszy film, przy którym Hitchcock pełnił funkcję projektanta planszy tekstowej

Będąc regularnym czytelnikiem czasopism o tematyce filmowej, dowiedział się, że kompania Famous Players-Lasky – realizująca filmy dla amerykańskiej wytwórni Paramount Pictures – buduje studio przy Pool Street na Islington w północnej części Londynu. Przedsiębiorstwo rozpoczęło poszukiwania pracowników, w tym także autorów plansz tekstowych, które sterowałyby narracją niemych filmów.
Gdy okazało się, że pierwszą ekranizacją ma być powieść The Sorrows of Satan Marie Corelli z 1895, postanowił przeczytać książkę. Mając uprzednio dwuletnie doświadczenie w pracy z ilustracją oraz pisania reklam dla Henleya, z pomocą kolegów z działu reklamy naszkicował kilka scen i napisów do planowanego projektu. Gdy udał się do Islington Studios, na miejscu okazało się, że Famous Players-Lasky zaniechało adaptacji powieści Corelli, i postanowiło skoncentrować się na dwóch filmach krótkometrażowych – The Great Day (1920) oraz The Call of Youth (1921, oba w reżyserii Hugh Forda). W ciągu dwóch dni opracował nowe napisy i sceny.
Początkowo został zatrudniony w charakterze dorywczym, projektując napisy oraz scenografię. W kwietniu 1921 dostał pełny etat w Famous Players-Lasky, gdzie większą część personelu studia stanowili Amerykanie. „The Times” pisał, że dwupiętrowe studio posiadało najnowocześniejszy sprzęt ze Stanów Zjednoczonych. Do pierwszych zadań Hitchcocka należało projektowanie tytułowych kadrów do filmów, znajdujących się w postprodukcji. Od samego początku uczył się współpracy z resztą ekipy – zwłaszcza ze scenarzystkami, których większość stanowiły Amerykanki. Komponował tytułowe kadry do takich filmów jak melodramat romantyczno-przygodowy Tajemnicza droga czy dramat Niebezpieczne kłamstwo (1921, oba w reżyserii Paula Powella). Pracując tam, poznał swoją przyszłą żonę, Almę Reville, mającą już profesjonalne doświadczenie w produkcji filmów. Współpraca brytyjsko-amerykańska nie układała się najlepiej, z powodu niepowodzenia wśród Brytyjczyków części tytułów, w tym Three Live Ghosts (1922, reż. George Fitzmaurice) i Perpetuy (1922, reż. John S. Robertson). Reville opuściła studio, które dalej pozostawało miejscem do wynajęcia dla produkcji filmowych.

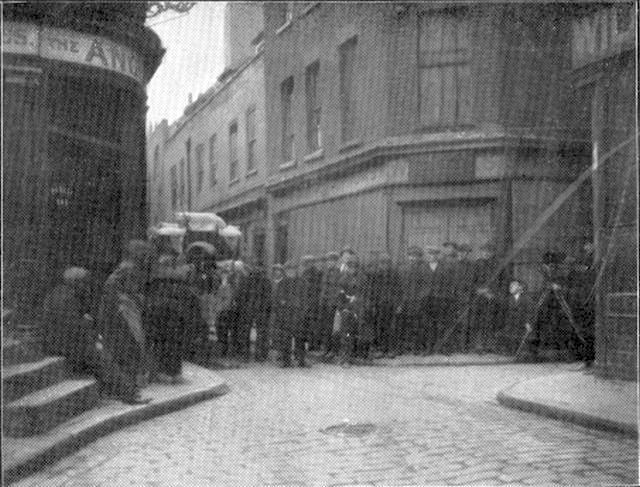
Hitchcock nagrywający scenę do filmu Numer trzynasty (1922)

Pod koniec 1922 pożyczył od stryja Josepha pieniądze, aby móc sfinansować film, który chciał zrealizować niezależnie. Akcja komedii Numer trzynasty miała rozgrywać się w dobrze mu znanej londyńskiej klasie średniej, zamieszkującej tanie osiedle Peabody. Mimo że projektu nie ukończono z powodu braku funduszy, to było to pouczające doświadczenie dla Hitchcocka, który wiedział, że na przyszłość będzie musiał zabezpieczyć finansową stronę produkcji filmu przed przystąpieniem do realizacji.
W 1923 Seymour Hicks, wraz z niezależnym reżyserem Hugh Croise’em, podjął się realizacji remake’u krótkometrażowej komedii Zawsze mów żonie z 1914 (napisanej przez Croise’a). Gdy reżyser się rozchorował, Hicks zatrudnił Hitchcocka, który jego zdaniem „aż się palił do tego, by spróbować swoich sił przy kręceniu filmów”. Latem nawiązał on współpracę z producentem Michaelem Balconem i reżyserem Grahamem Cuttsem, a ich pierwszym wspólnie zrealizowanym filmem, w którym Hitchcock pełnił funkcję drugiego reżysera, dyrektora artystycznego oraz scenarzysty, był dramat Kobieta przeciw kobiecie. Fabuła koncentrowała się na tancerce z Moulin Rouge o imieniu Louise (Betty Compson), która wdaje się w romans z angielskim żołnierzem (Clive Brook).
Film Cuttsa cieszył się uznaniem w Anglii, Niemczech i w Stanach Zjednoczonych. „Daily Express” pisał, że „był to najlepszy amerykański obraz nakręcony w Anglii”, a nowojorski „Motion Picture News” zamieścił w jednym ze swych numerów karykaturę Hitchcocka. Kolejne produkcje, w tym The White Shadow i The Passionate Adventure (1924; obie zrealizowane przez Cuttsa), stanowiły ważną część filmowej edukacji przyszłego reżysera.

#### Gainsborough Pictures

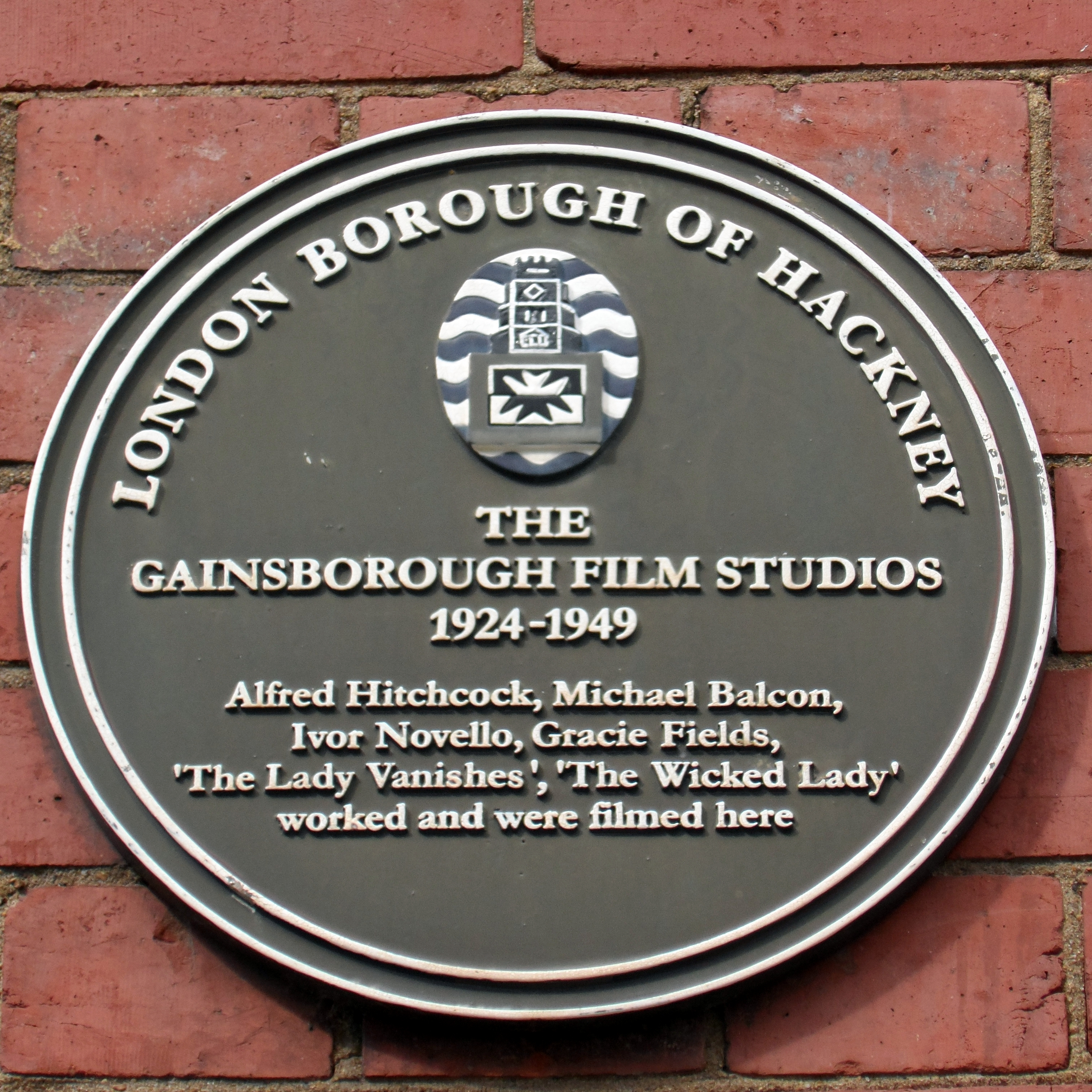
Pamiątkowa płyta Gainsborough Pictures z nazwiskami Balcona, Gracie Fields, Hitchcocka i Novello (2014)

W 1924 Balcon nabył Islington Studios od Paramountu. Przedsiębiorstwo przyjęło firmę Gainsborough Pictures i zaczęło zabiegać o dofinansowanie. Producent miał świadomość, że Niemcy – które były w owych czasach jednym z głównych centrów kinematograficznych w Europie – są najlepszym partnerem do współpracy. Jesienią Hitchcock udał się z Cuttsem i Reville do nowo powstałej wytwórni Universum Film – Aktiengesellschaft (UFA) w Neubabelsberg. Efektem rozmów było nawiązanie współpracy przy dwóch filmach – w The Prude’s Fall i The Blackguard (oba z 1925) zagrała Jane Novak, a zdjęcia do nich realizowano w różnych europejskich sceneriach. Będąc w Niemczech podpatrywał pracę i styl Friedricha Wilhelma Murnaua, realizującego dramat społeczny Portier z hotelu Atlantic (1924). „To od Murnaua nauczyłem się opowiadać historię bez słów” – wspominał. Obserwował technikę ruchomej kamery i efekt chiaroscuro.
Cutts opuścił studio po tym, jak jego relacje z Hitchcockiem uległy pogorszeniu. W tych okolicznościach reżyserię dramatu The Blackguard – wyprodukowanego przez Babelsberg – dokończył Hitchcock. The Prude’s Fall i The Blackguard okazały się porażką finansową; drugi z nich wygwizdano na nowojorskim pokazie, a „Variety” nazwał go „filmowym knotem”. Pomimo nieprzychylnych recenzji oraz konfliktu z Cuttsem, Balcon zaproponował Hitchcockowi samodzielną reżyserię, na co ten przystał z radością, choć początkowo nie miał ambicji w tym kierunku. „Bardzo mi odpowiadało pisanie scenariuszy i wykonywanie scenografii” – przyznawał.
Razem z Reville nawiązał współpracę z London Film Society. Oglądając takie produkcje jak Pancernik Potiomkin (1925, reż. Siergiej Eisenstein) i Matka (1926, reż. Wsiewołod Pudowkin), uczył się montażu. Podczas pokazów organizowanych przez London Film Society w niedzielne popołudnia w New Gallery przy Regent Street byli obecni Augustus John, John Maynard Keynes, Roger Fry, amerykański grafik Edward McKnight Kauffer i Sidney Bernstein, z którym współpracował w późniejszych latach. Z uwagi na słabą pozycję kinematografii brytyjskiej w stosunku do niemieckiej oraz radzieckiej, Hitchcock odegrał kluczową rolę w stworzeniu tzw. Hate Club, w którym organizowano „przyjęcia nienawiści”, krytykując rodzime produkcje. Podczas jednego z przemówień stwierdził, że filmu nie robi się dla publiczności, lecz dla krytyków i prasy. Jak przyznawał, dzięki uznaniu, można pozwolić sobie na większą swobodę.

#### Debiut reżyserski

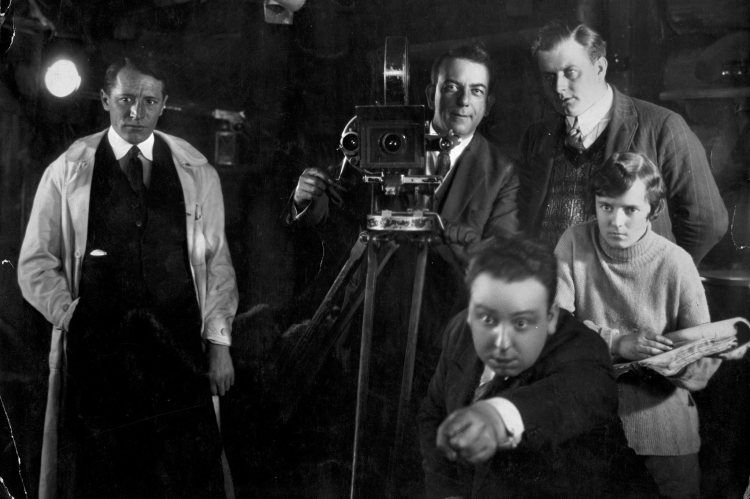
Gaetano di Ventimiglia (na górze w środku), Hitchcock i Reville w trakcie realizacji filmu Orzeł z gór (1927)

Wiosną 1925 udał się razem z Reville do Monachium, by ustalić szczegóły dotyczące koprodukcji z Rzeszą Niemiecką, przygotowanej przez Balcona. Kryminał Ogród rozkoszy był jego reżyserskim debiutem, a za produkcję filmu było odpowiedzialne Münchener Lichtspielkunst AG. W rolach głównych wystąpiły Virginia Valli i Carmelita Geraghty. Denerwował się tym, jak będzie wyglądać jego współpraca z Valli. „Po prostu bałem się cokolwiek jej rozkazywać” – wspominał. Po każdym ukończonym ujęciu pytał Reville o opinię. Ogród rozkoszy prezentował wiele charakterystycznych cech dla późniejszych filmów Hitchcocka, w tym m.in. męską nieczułość i brutalność wobec kobiet – które wyrażają się w zdradzie i próbie morderstwa. Nie zabrakło też miejsca dla elementów komediowych oraz ironicznych aluzji do homoseksualizmu zarówno kobiecego, jak i męskiego. Zadowolenia nie krył Balcon, dla którego Ogród rozkoszy miał „amerykański wygląd”, zaś Ackroyd podkreślał, że był on bardziej wyrafinowany i posiadał znacznie szybsze tempo akcji niż ówczesne brytyjskie produkcje. W angielskiej prasie Hitchcocka nazywano „młodzieńcem o znakomitym umyśle”.
Prócz Reville, istotną rolę we wczesnych latach twórczości reżysera odegrał scenarzysta Eliot Stannard, cieszący się znaczną estymą w branży filmowej. W latach 1925–1929 współpracowali przy ośmiu filmach. W listopadzie 1925 powrócił do studia Emelka (Münchener Lichtspielkunst AG), by rozpocząć pracę nad dreszczowcem melodramatycznym Orzeł z gór z Nitą Naldi. Część zdjęć powstawała w alpejskiej dolinie Ötztal w Austrii, gdzie ekipa zmagała się z trudnymi warunkami pogodowymi. Film zebrał mieszane opinie; m.in. „Kinematograph Weekly” pisał o nim, że jest „chaotyczny i mało przekonujący”, zaś sam Hitchcock miał negatywne odczucia, uznając go po latach za „bardzo zły film”.

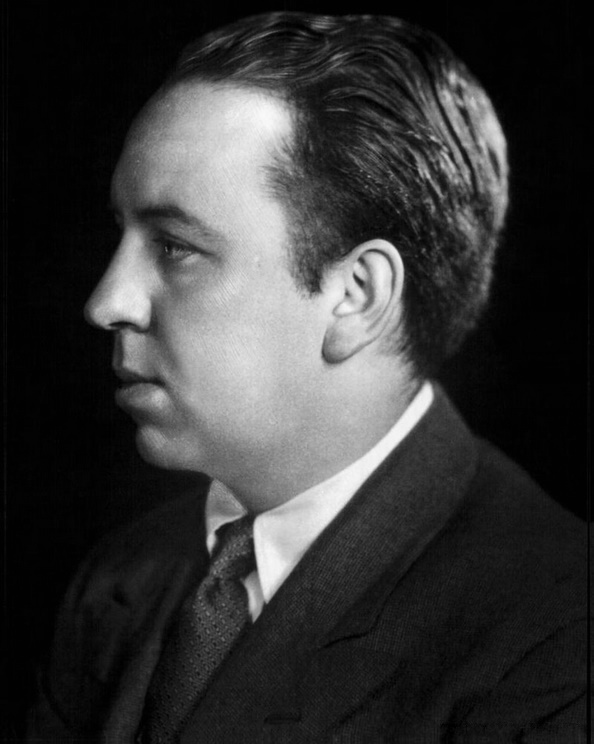
Portret Hitchcocka w początkowych latach kariery reżyserskiej (1925)

Gdy przebywał w Rzeszy Niemieckiej, studio zapowiedziało produkcję jego kolejnego filmu – Lokator: Historia angielskiej mgły – inspirowanego historią seryjnego mordercy Kuby Rozpruwacza, któremu przypisuje się morderstwa jedenastu kobiet w dzielnicy Whitechapel. Podstawę stanowiła powieść Marie Belloc Lowndes, której teatralną inscenizację Hitchcock oglądał w wieku 16 lat. Stannard rozpoczął pracę nad scenariuszem na początku 1926. Hitchcock polecił kamerzystom, aby jak najczęściej odwiedzali miejscowe galerie sztuki. Uważał, że wykorzystania blasku i cienia można nauczyć się od największych mistrzów – Jana Vermeera oraz Rembrandta. W lutym studio Gainsborough podało do wiadomości, że główną rolę zagra Ivor Novello, kompozytor musicali. W marcu przystąpił do realizacji filmu, łącząc w nim wiktoriański melodramat z technikami ekspresjonistycznymi. Jak przyznawał: „Był pierwszym naprawdę moim”. Centralną postacią dreszczowca kryminalnego Lokator (1927) jest tajemniczy młodzieniec (Novello), wynajmujący pokój u rodziny Buntingów (Marie Ault, Arthur Chesney). W filmie wykorzystał szereg motywów, które później powielał w swoich produkcjach, w tym m.in. twarz krzyczącej kobiety, kajdanki oraz ujęcia schodów, symbolizujące tajemniczość i stopniowanie napięcia. Pojawił się także na ekranie w niespełna 3-sekundowym ujęciu, odgrywając rolę odwróconego plecami redaktora wiadomości. Realizacja Lokatora trwała sześć tygodni. Graham Cutts – pozostający w konflikcie z reżyserem – rozsiewał fałszywe plotki o rzekomym sporze Hitchcocka z Gainsborough. W pierwszej chwili przedstawiciele studia uznali film za „artystowski” i zrobiony z „zadęciem”. Po dokonaniu poprawek, w połowie września odbyła się projekcja dla prasy i szefów kin.
„The Bioscope” określił film mianem „najlepszej brytyjskiej produkcji”, z kolei „Picturegoer” nazwał Hitchcocka „Alfredem Wielkim”. Po premierze Lokator zdobył uznanie publiczności, dzięki czemu stał się pierwszym komercyjnym sukcesem w jego karierze.
Będąc wrażliwym na wszelkie nowe tendencje filmowe, planował zrealizować projekt opowiadający o strajku generalnym w Anglii z 1926, lecz jego propozycja została odrzucona przez organizację British Board of Film Classification (BBFC), która nie chciała jakichkolwiek wzmianek o ówczesnym kryzysie społecznym. Kolejną produkcją był powstały na podstawie sztuki Davida L’Estrange’a (wspólny pseudonim Ivora Novello i Constance Collier) melodramat Na równi pochyłej (1927), ponownie z Novello w roli głównej. Fabuła opowiadała o maturzyście Roddym Berwicku (Novello), fałszywie oskarżonym o uwiedzenie jednej z kelnerek, Mabel (Annette Benson). W opinii Ackroyda film prezentował teatralną oprawę, studium insynuacji, okrucieństwa i perwersji, a sceny – w których wnętrza są oświetlone pasami światła słonecznego – przywołują na myśl więzienne cele.
Z uwagi na duże zainteresowanie jego twórczością, zaczął myśleć o kolejnym filmie w trakcie realizacji Na równi pochyłej. Dramat romantyczny Łatwa cnota (1928), oparty na sztuce Noëla Cowarda z 1924, opowiadał historię Larity (Isabel Jeans), której zatajona przeszłość staje się po latach przeszkodą w stworzeniu stabilnego związku z bogatym młodzieńcem (Robin Irvine). W trakcie realizacji Hitchcock pełnił funkcję operatora po tym, jak przewidziana do tej roli osoba rozchorowała się.

#### British International Pictures
Łatwa cnota była ostatnim filmem Hitchcocka wykonanym dla Gainsborough. Za namową producenta Johna Maxwella przeniósł się do British International Pictures (BIP), gdzie zagwarantowano mu lepsze warunki, także finansowe, oraz większą samodzielność. Rocznie zarabiał 13 tys. funtów (trzykrotnie więcej niż w Gainsborough), dzięki czemu był najlepiej opłacanym angielskim reżyserem w 1927. Współpraca obydwu filmowców układała się pomyślnie; łącznie zrealizowali dziesięć produkcji.

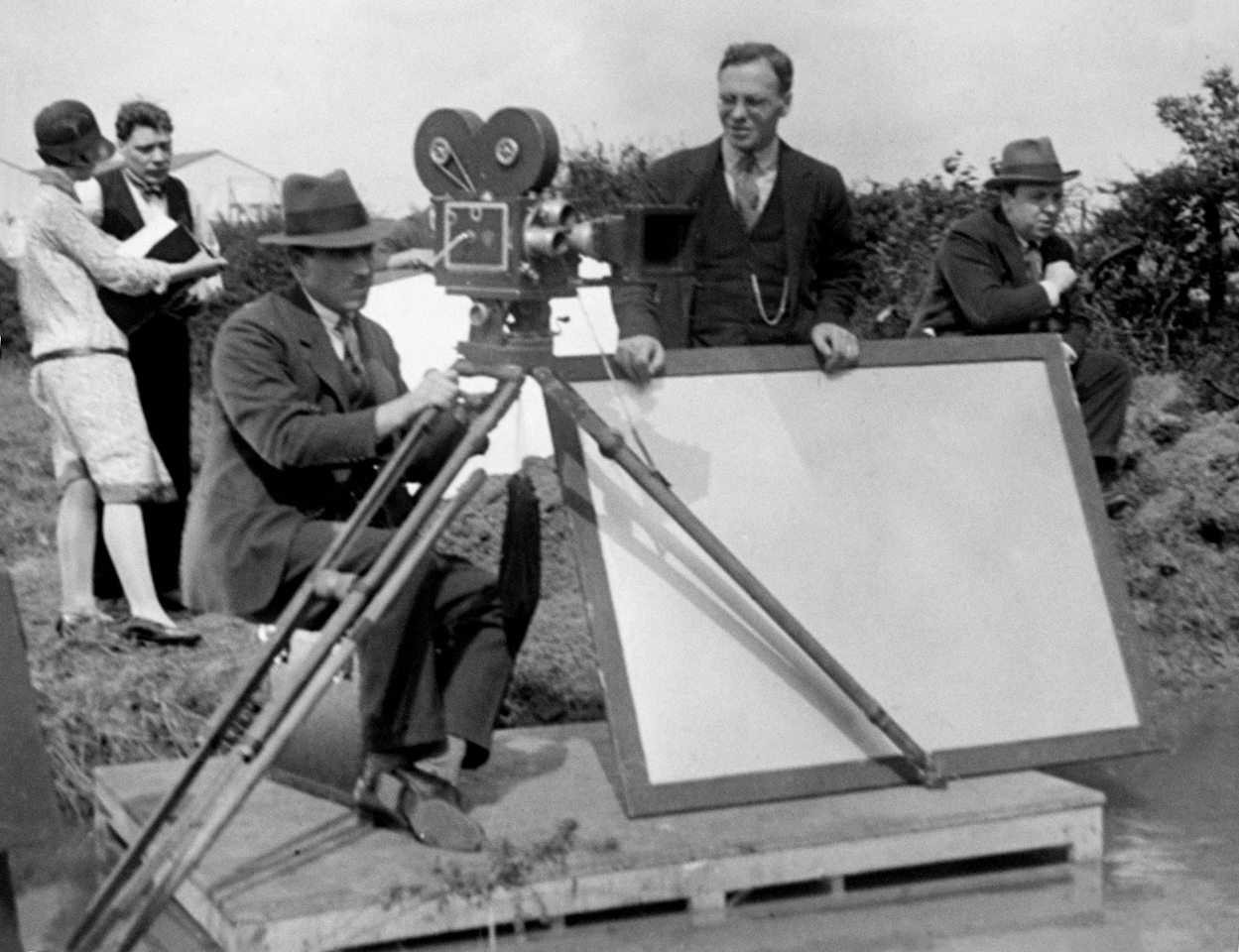
Hitchcock (pierwszy z prawej) i Jack E. Cox (siedzi pierwszy z lewej) na planie filmu Ring (1927)

Przez następne kilka lat koncentrował się na adaptacjach utworów literackich i teatralnych, chociaż melodramat sportowy Ring (1927) – pierwszy film zrealizowany dla Elstree Studios – był jego autorskim pomysłem. Dał on początek długoletniej współpracy Hitchcocka z operatorem Jackiem E. Coxem. Ring był opowieścią o dwóch bokserach (Carl Brisson, Ian Hunter) rywalizujących o względy tej samej kobiety (Lillian Hall-Davis). W trakcie realizacji starannie dbał o każdy detal filmu. Interesowało go wszystko wokół, włącznie z boksem. Nadzorował także konstrukcję wesołego miasteczka. Po premierze Ring zebrał przychylne opinie; „Daily News” uważał, go za „miażdżącą odpowiedź dla tych wszystkich, którzy nie wierzyli w możliwości brytyjskiej kinematografii”, a publiczność była pod wrażeniem efektów montażowych, których Hitchcock uczył się oglądając radzieckie produkcje. Zaczęto określać go mianem wybawcy angielskiego kina. Mimo pozytywnych ocen sukces filmu nie przełożył się na wynik kasowy, co zmusiło autora do zastanowienia się nad bardziej komercyjną próbą połączenia artyzmu i komedii.
Przygotowując się do reżyserii komedii romantycznej Żona farmera (1928), w 1927 udał się do Devon. Fabuła filmu koncentrowała się na owdowiałym farmerze (Jameson Thomas), który chcąc zerwać z doskwierającą samotnością, układa listę kandydatek na żonę – co dawało Hitchcockowi okazję do ukazania cech angielskiego charakteru, który zawsze podziwiał. Krytycy podkreślali płynne i subtelne ruchy kamery. Następnie przystąpił do realizacji komedii Szampan z Betty Balfour (nie był zadowolony ze współpracy z aktorką, uważając ją za „uosobienie podmiejskiej wulgarności”). Krytycy opisywali film jako „szampan, który na całą noc zostawiono na deszczu”. Wpływ na jakość produkcji miał zły nastrój reżysera, który przy każdej okazji przeszkadzał Michaelowi Powellowi w robieniu fotosów Balfour.
Ostatnim niemym filmem Hitchcocka był melodramat Człowiek z wyspy (1929) z Anną Ondry w głównej roli. Zdjęcia realizowano na wybrzeżu Kornwalii. Fabuła oscylowała wokół trójkąta miłosnego – motywu wykorzystywanego przez reżysera we wcześniejszych produkcjach. Mimo że określał Człowieka z wyspy „ogromnie banalnym obrazem”, to biografowie zaliczają go do najwybitniejszych brytyjskich filmów niemych.

#### Wczesne filmy dźwiękowe

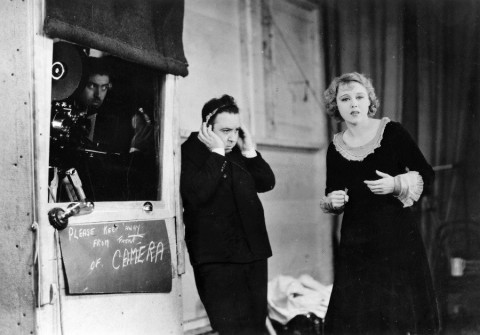
Hitchcock i Anny Ondra w trakcie prób testu głosu do pierwszego filmu dźwiękowego reżysera – Szantażu (1929). Z uwagi na silny czeski akcent Ondry, partie głosu nagrała angielska aktorka Joan Barry

Po premierze amerykańskiego kryminału Światła Nowego Jorku (1928, reż. Bryan Foy) – uznawanego za pierwszy w pełni udźwiękowiony film – Hitchcock, wyczulony na wszelkie nowinki w przemyśle kinematograficznym, był gotów podjąć się nowego wyzwania. Wyraził zgodę na reżyserię Szantażu, opartego na sztuce pióra Charlesa Bennetta z 1928, która cieszyła się uznaniem na West Endzie. W przeciwieństwie do Chaplina – twierdzącego, że dźwięk „zabije czystość filmu”, dostrzegł nowe możliwości. Pracując nad niemą wersją filmu miał opracowane dialogi. W efekcie pierwsza szpula Szantażu była niema, podczas gdy pozostała część wykorzystywała technologię dźwiękową. W głównej roli ponownie wystąpiła Ondra, wcielając się w londyńską sklepikarkę Alice White, która w obronie własnej zabija malarza Crewe’a (Cyril Ritchard), gdy ten usiłuje ją zgwałcić. Narzeczony White, detektyw Frank Webber (John Longden), zrzuca winę na drobnego kryminalistę (Donald Calthrop). W finałowych scenach pościgu za fałszywie oskarżonym mordercą – które nagrywano m.in. w czytelni Muzeum Brytyjskiego – Hitchcock ukazał kopułę budynku jako ucieleśnienie tajemnicy. Ujęcie, gdzie przestępca osuwa się po cienkiej linie obok głowy Ramzesa II, stanowi wyraz obojętności w obliczu mającej się niebawem dokonać tragedii. Efekt ten wykorzystywał także w późniejszych produkcjach (m.in. motyw ze Statuą Wolności w Sabotażu; 1942). Realizacja z użyciem technologii dźwiękowej wymagała od Hitchcocka i aktorów zmiany sposobu pracy. Szantaż był reklamowany na plakatach jako „pierwszy nakręcony w Wielkiej Brytanii film z pełnymi kwestiami aktorskimi”. Podczas premiery w kinie Regal został nagrodzony publicznym aplauzem trwającym 7 minut.
Pomimo rosnącej renomy, po premierze Szantażu wciąż pozostawał pracownikiem przedsiębiorstwa i musiał wykonywać polecenia swoich przełożonych. Latem 1929 odbył spotkanie z Seánem O’Caseyem, rozmawiając o ekranizacji sztuki Juno and the Paycock z 1924. Miał to być pierwszy film reżysera, w którym znaczącą rolę odgrywały dialogi. Zatrudniając aktorów grających w Abbey Theatre w Dublinie, Hitchcock zachował melodramatyczny nastrój pierwowzoru. Fabuła filmu Juno i Paw (1930) skupiała się na ubogiej rodzinie Boylesów w czasach irlandzkiej wojny domowej. Reżyser połączył w nim elementy komiczne z patetycznym światem głównych bohaterów. James Evershed Agate pisał na łamach „Tatler”: „Rzecz ocierająca się o majstersztyk. Brawo, panie Hitchcock”. Z kolei rozgoryczony O’Casey nigdy nie obejrzał filmu.
Pozytywny odbiór filmu miał wpływ na charakter kolejnych produkcji. Wraz z Reville zajął się on pisaniem scenariuszy, nadając im bardziej teatralny wymiar, odbiegając tym samym od wizji „czystego kina”. Przystąpił do pracy nad kryminałem Morderstwo (1930), skupiając się na wątku detektywistycznym, który – według niego – bardziej odwoływał się do ludzkiej wyobraźni. Oparty na powieści Enter Sir John pióra Clemence Dane i Helen Simpson z 1928 film przedstawiał historię młodej aktorki Diany Baring (Norah Baring) oskarżonej o zamordowanie koleżanki. Jeden z sędziów podaje w wątpliwość winę kobiety i postanawia znaleźć rzeczywistego sprawcę. Hitchcock po raz pierwszy w brytyjskim kinie wykorzystał w jednej ze scen monolog wewnętrzny.

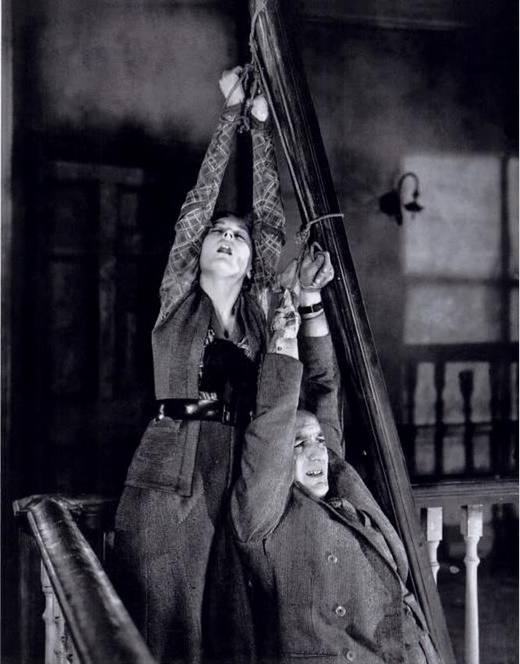
Anne Grey i John Stuart w scenie z filmu Numer siedemnaście (1932)

Jesienią 1930 uzyskał zgodę od Johna Galsworthy’ego na wykorzystanie jego sztuki The Skin Game w adaptacji. Dramat Oszustwo (1931) przedstawiał konflikt osobowy nowobogackiego przemysłowca z przedstawicielem niższej klasy ziemianinem. W trakcie realizacji udzielał aktorom wskazówek dotyczących poruszania się, intonacji słów i kwestii. Film w momencie premiery odniósł sukces, zdobywając przychylne recenzje.
Zrealizowany także w 1931 komediodramat Bogaci i dziwni spotkał się z niewielkim zainteresowaniem. John Grierson przyznawał, że Hitchcock doszedł do granic swego doświadczenia i wyobraźni. „Nie jest w stanie ogarnąć umysłowo cudownych możliwości, po które sięga”. Reżyser wyrażał ubolewanie z powodu rozczarowującego przyjęcia filmu, do którego miał szczególną sympatię, uważając, że było w nim wiele ciekawych pomysłów.
W owym czasie stosunki między Hitchcockiem a BIP uległy pogorszeniu, czego skutkiem było utworzenie przedsiębiorstwa Hitchcock Baker Productions Limited, mającego za zadanie promowanie nowych projektów reżysera. Według Ackroyda Hitchcock dostał od Elstree Studios propozycję wykonania tego, co w branży nazywano „wypełnieniem kwoty”, czyli osiągnięciem liczby brytyjskich produkcji określonych w 1927 na mocy ustawy filmowej. Inną wersję podawał Donald Spoto, zdaniem którego po powrocie z podróży reżyser nosił się z zamiarem ekranizacji sztuki London Wall pióra Johna Van Drutena, lecz Walter C. Mycroft miał dla niego przygotowaną adaptację spektaklu Number 17 Josepha Jeffersona Farjeona. W opinii McGilligana Mycroft początkowo przydzielił Hitchcockowi reżyserię London Wall, jednak ze względu na konfliktowe relacje z Anglikiem, przekazał sfilmowanie sztuki Thomasowi Bentleyowi. Hitchcock był negatywnie nastawiony do sztuki Farjeona, uważając, że jest pełna frazesów. Chaotyczna opowieść o złodziejach klejnotów, tajemniczych detektywach i zagadkowych zwłokach, balansowała według niego na granicy niezrozumiałości. Przedsięwzięcie potraktował z dystansem, realizując, jak określał, „komediowy dreszczowiec”, z wykorzystaniem elementów farsy i parodii. W późniejszym czasie Numer siedemnaście (1932) podsumował jako „jedną wielką katastrofę”. Po oddaniu reżyserii Niewiast Lorda Cambera (1932) Bennowi Levy’emu, rozwiązał kontrakt z BIP.

#### Gaumont British

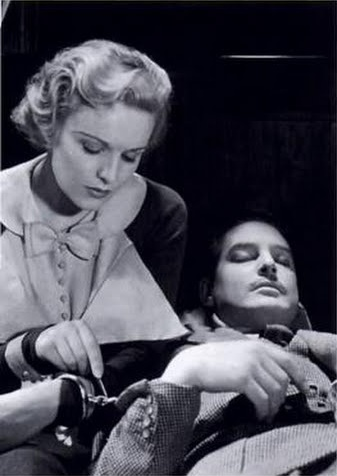
Madeleine Carroll i Robert Donat w filmie 39 kroków (1935)

W pierwszej połowie lat 30. odczuwał narastające niezadowolenie z powodu wolnego tempa rozwoju kinematografii brytyjskiej. Nawiązał współpracę z amerykańską agencją, by ta proponowała go różnym studiom na zachodzie. Uzgodniwszy warunki z niezależnym producentem Tomem Watsonem, zgodził się wyreżyserować biograficzną komedię muzyczną Wiedeńskie walce (1934). Na planie często popadał w konflikty z Jessie Matthews, odtwórczynią głównej roli kobiecej, zarzucającą mu brak wiedzy o musicalach. Po premierze obraz uznano za całkowitą porażkę.
Film realizowano w Gaumont British, gdzie szefem produkcji był Balcon. Hitchcock zdecydował się na podpisanie kontraktu ze studiem, gwarantującym mu większą swobodę. Przedstawił Balconowi pomysł na nowy projekt. Zaangażowano do niego Bennetta, który również opuścił szeregi BIP. Efektem współpracy trójki filmowców był dreszczowiec Człowiek, który wiedział za dużo (1934). Do roli Abbotta angaż otrzymał Peter Lorre, znany z kreacji zabójcy Beckerta w filmie M – Morderca (1931, reż. Fritz Lang). Fabuła skupiała się na parze Anglików przebywających na urlopie w Szwajcarii. Urzędnik Bob Lawrence (Leslie Banks) jest świadkiem morderstwa brytyjskiego agenta, a grupa zamachowców porywa mu córkę Betty (Nova Pilbeam). Mroczny nastrój filmu, przepełniony grozą i stopniowaniem napięcia, miał istotny wpływ na charakter późniejszych produkcji reżysera. Człowiek, który wiedział za dużo okazał się sukcesem w Anglii, gdzie zwracano uwagę na polityczną mieszankę komedii i suspensu, oraz, jako pierwszy w dorobku reżysera, zyskał uznanie wśród amerykańskich krytyków. „Daily Express” pisał, że „Hitchcock ponownie wskakuje na pierwsze miejsce pośród brytyjskich reżyserów”. Sam autor wyrażał przekonanie, że jego kariera tak naprawdę zaczęła się od Człowieka, który wiedział za dużo, a rozpoznawalność obrazu „przywróciła mi prestiż twórczy”. W 1935 odebrał złoty medal od Institute of Amateur Cinematographers, który ogłosił Człowieka, który wiedział za dużo najlepszym angielskim filmem ostatnich dwunastu miesięcy.

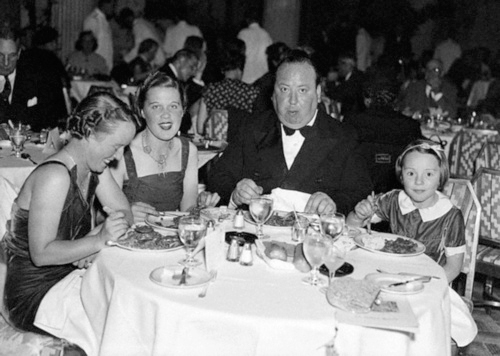
Od lewej: Reville, Joan Harrison i Hitchcock wraz z córką Patricią (1937)

Na fali sukcesu przystąpił do kolejnego projektu. Nad scenariuszem pracował razem z Bennettem oraz kreślił szkice dla operatora i scenografa. Dreszczowiec szpiegowski 39 kroków powstał w oparciu o powieść The Thirty-Nine Steps Johna Buchana z 1915, która, jak wspominał Hitchcock, wzmogła jego strach przed policją. Film przedstawiał historię Richarda Hannaya (Robert Donat), wplątanego przez grono obcych szpiegów w morderstwo kobiety oraz kradzież państwowych tajemnic. Reżyser zachował to, co stanowiło o sile poprzedniego filmu, łącząc szybkie tempo akcji z humorem i napięciem, eksponując zagrożenie.
Gdy w czerwcu 1935 film 39 kroków zadebiutował w kinach, powtórzył sukces poprzedniej produkcji Hitchcocka. Jeden z krytyków napisał na łamach „The Sunday Timesa”: „Styl reżysera jest nie tylko widoczny – to on bowiem decyduje o jakości filmu. Nie ulega najmniejszej wątpliwości, że Hitchcock jest geniuszem, prawdziwą gwiazdą filmu”.
Przystępując do pracy nad następną produkcją, rozglądał się za pomysłem o większym rozmachu. Balcon dostarczył mu opowiadanie Secret Agent, będące zbiorem utworów pióra Williama Somerseta Maughama. Do głównej roli został zaangażowany John Gielgud, któremu partnerowali Madeleine Carroll i Peter Lorre. Fabuła dreszczowca szpiegowskiego Bałkany (1936) rozgrywała się podczas I wojny światowej i opowiadała historię brytyjskiego agenta Richarda Ashendena (Gielgud), który ma za zadanie zabić niemieckiego szpiega (Robert Young). Film okazał się rozczarowaniem, a krytycy zarzucali mu przesadność i wymyślność.

#### Powrót do Gainsborough Pictures
Inspiracją do realizacji przez Hitchcocka Tajnego agenta (1936) była powieść Josepha Conrada z 1907, opowiadająca historię londyńskiego zamachowca Adolfa Verloca (Oscar Homolka). W głównej roli żeńskiej wystąpiła Sylvia Sidney. Przeciętne recenzje w angielskiej prasie (Tajny agent uzyskał pochlebne opinie w Stanach Zjednoczonych), komercyjne niepowodzenie filmu i kłopoty finansowe przyczyniły się do zamknięcia Gaumont British. Hitchcock wrócił do Gainsborough Pictures, nawiązując współpracę z Edwardem Blackiem. Razem z Bennettem i kilkoma innymi autorami przystąpił do opracowywania scenariusza do dreszczowca kryminalnego Młody i niewinny (1937), przedstawiającego losy Roberta Tisdalla (Derrick De Marney), mężczyzny uciekającego przed policją, która chce go aresztować za niepopełnione przezeń morderstwo.

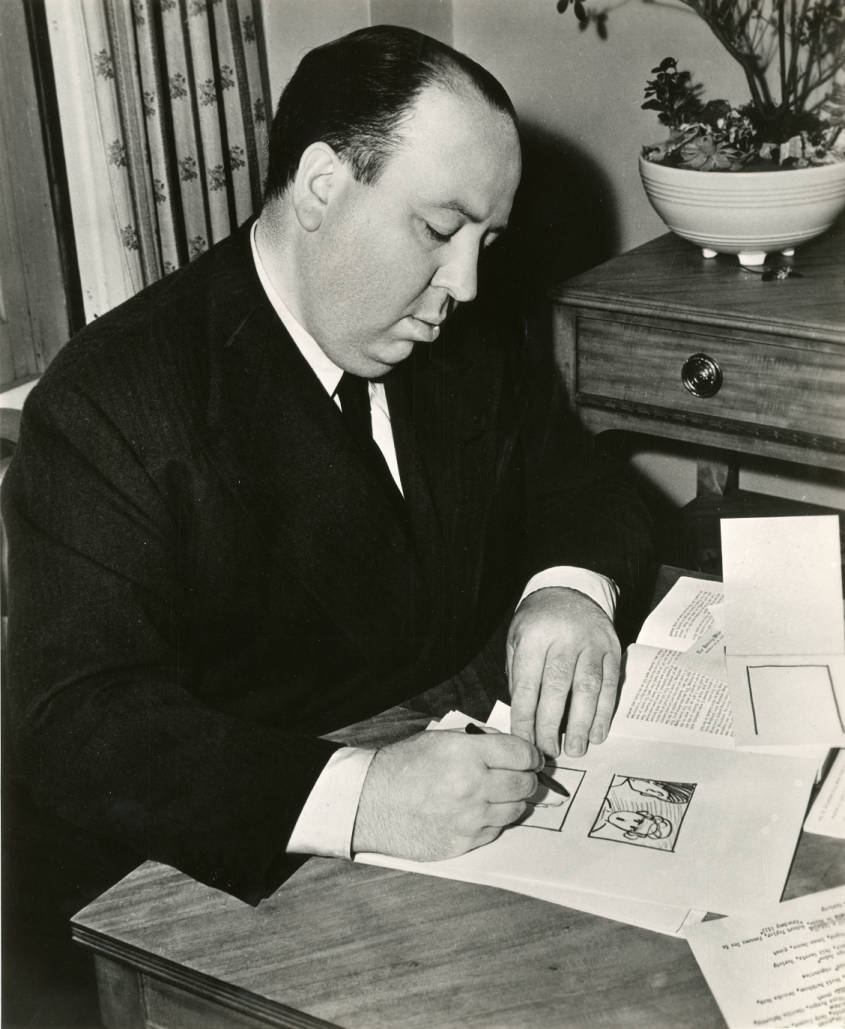
Hitchcock wykonujący szkic (1939)

Bennett wkrótce opuścił projekt i udał się do Hollywood, skąd dostał propozycję pracy przy filmie przygodowym Marco Polo (1938, reż. Archie Mayo) z Garym Cooperem w roli głównej. Hitchcock coraz bardziej zaczął odczuwać techniczne ograniczenia w angielskim przemyśle filmowym; miał też poczucie niedocenienia. Latem 1937 wyjechał wraz z rodziną do Nowego Jorku na kilka miesięcy. Producent David O. Selznick, stojący na czele nowo powstałej wytwórni Selznick International Pictures, polecił swojej agentce spotkanie z angielskim filmowcem. Przed powrotem do Anglii we wrześniu, nawiązał kontakty z amerykańskimi wytwórniami i Selznickiem.

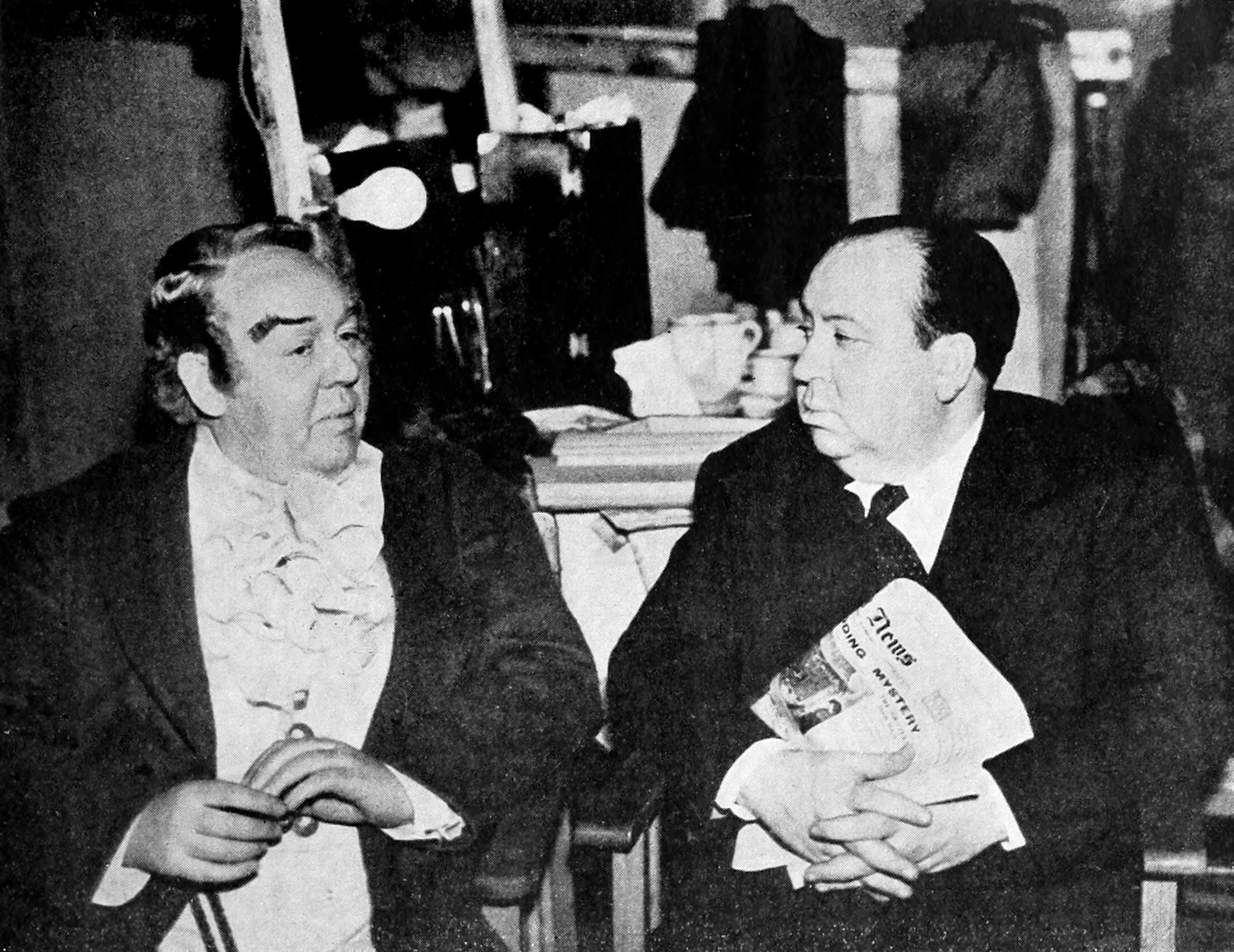
Charles Laughton i Hitchcock na planie filmu Oberża Jamajka (1939)

Mając zobowiązania względem Gainsborough, musiał zrealizować jeszcze jeden film. Black zaproponował projekt Starsza pani znika (1938), który już raz odrzucono. Fabuła filmu opowiadała o młodej Angielce Iris (Margaret Lockwood) podróżującej pociągiem w towarzystwie starszej kobiety (May Whitty). Kiedy kolej rusza, tytułowa starsza pani znika. Młoda dziewczyna postanawia ją odnaleźć, chociaż nikt ze współpasażerów nie zauważa jej zniknięcia, a część z nich powątpiewa w jej istnienie. Hitchcock był zwolennikiem akcji w pociągu, uważając, że ich korytarze wywołują panikę, poczucie nagłości i szybkości, a przedziały dają iluzję bezpieczeństwa oraz prywatności. Zdjęcia realizowano w Islington Studios, gdzie ponownie nawiązał współpracę z Jackiem E. Coxem. Na planie częstokrotnie wdawał się w wymianę zdań z Michaelem Redgravem, który uważał, że Hitchcock „w ogóle nie pracował z aktorami”. Za film Starsza pani znika został uhonorowany nagrodą Stowarzyszenia Nowojorskich Krytyków Filmowych dla najlepszego reżysera.
W 1939 podpisał umowę na realizację ostatniego filmu w Anglii – kryminału przygodowego Oberża Jamajka (1939). Powstał on dla Mayflower Company, a w głównych rolach wystąpili Charles Laughton i Maureen O’Hara. Fabuła skupiała się na przemytnikach zwabiających statki na skały, mordujących załogę i kradnących ładunek. Hitchcock, przyzwyczajony do aktorów punktualnych, trzymających się listy dialogowej, nie mógł porozumieć się z Laughtonem, który bywał kapryśny, często improwizował i spóźniał się na plan. W późniejszym czasie przyznawał, że został zatrudniony nie w charakterze reżysera, lecz sędziego mającego ocenić zmagania Laughtona z samym sobą.
1 (lub 4) marca 1939, wraz z żoną, córką Patricią, dwoma psami i personelem, odpłynął na pokładzie RMS Queen Mary z Southampton do Stanów Zjednoczonych.

### Wczesne lata w Hollywood (1939–1945)

#### Współpraca z Davidem O. Selznickiem

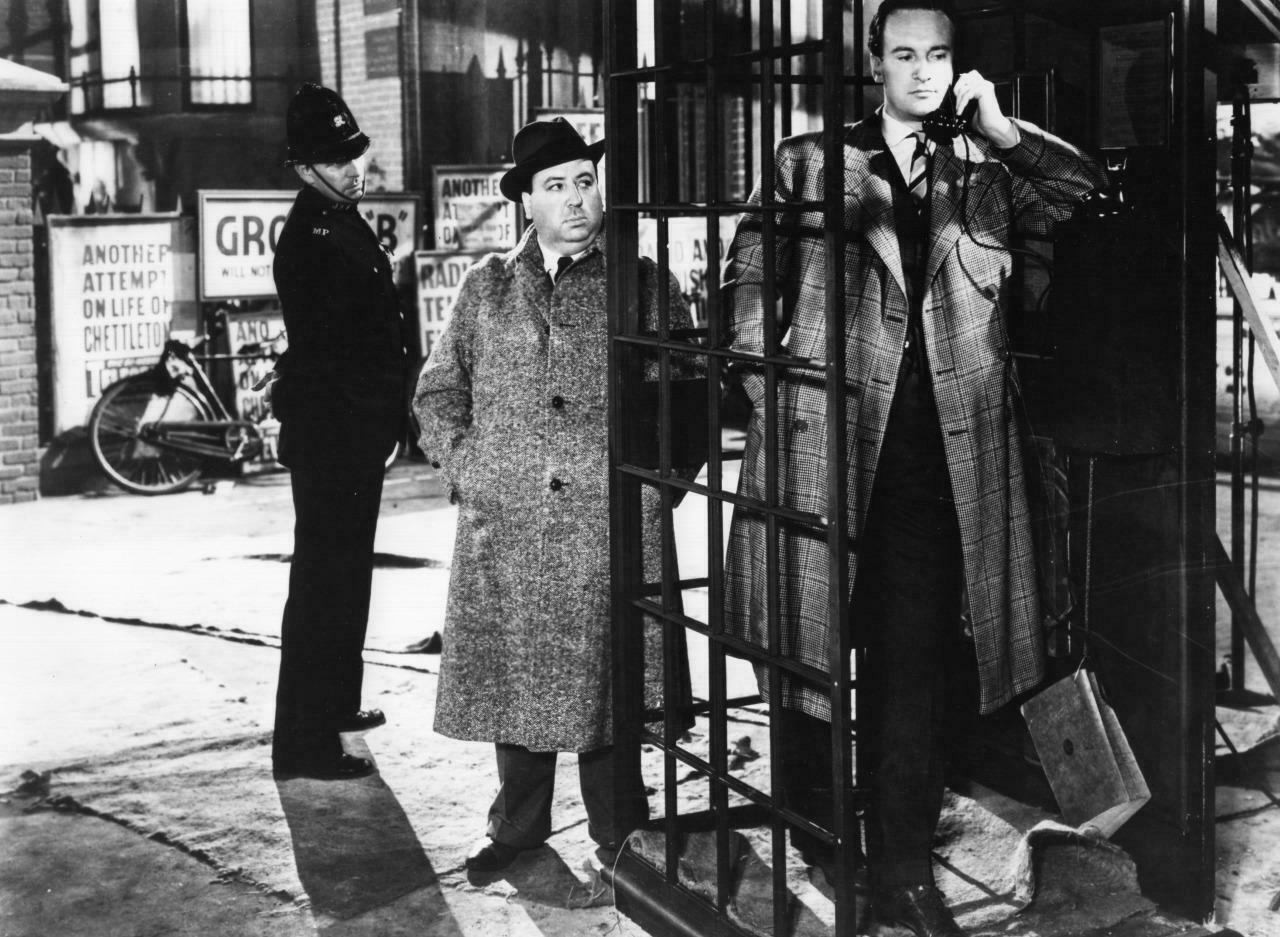
Hitchcock i George Sanders w filmie Rebeka (1940)

Przed przeprowadzką do Stanów Zjednoczonych kilkukrotnie, w towarzystwie Reville, odwiedzał Hollywood; w maju 1938 – ukończywszy zdjęcia do filmu Starsza pani znika – udał się za ocean, aby podpisać umowę z Selznickiem. Do jej finalizacji doszło w połowie lipca. Kontrakt zakładał realizację czterech filmów, jeden w ciągu roku – za pierwszy miał otrzymać 50 tys. dolarów, a przez następne lata wynagrodzenie miało wzrastać. Ich pierwszym projektem był dreszczowiec psychologiczny Rebeka (1940), oparty na motywach opublikowanej w 1938 powieści o tym samym tytule pióra Daphne du Maurier. Nad szkicem scenariusza pracował z Joan Harrison. Po dostarczeniu kopii roboczej Selznickowi ten stanowczo ją odrzucił, uważając, że nasycenie ponurego melodramatu humorem jest niewłaściwym pomysłem. Sytuacja ta doprowadziła do pierwszego konfliktu.
Poprawki naniesiono do końca czerwca, a zdjęcia rozpoczęto z początkiem sierpnia. Problemem okazało się skompletowanie obsady. Odtwórca Maxima de Wintera Laurence Olivier opowiadał się za zatrudnieniem do roli drugiej pani de Winter Vivien Leigh, lecz wytwórnia zaangażowała Joan Fontaine. W jednej ze scen, bohaterka kreowana przez Fontaine miała się rozpłakać. Na pytanie reżysera, co mogłoby wyzwolić w niej płacz, odpowiedziała, że spoliczkowanie. „Bezzwłocznie to zrobiłem i łzy popłynęły jak na komendę” – wspominał. W pierwszym tygodniu zdjęć, 3 września 1939 Wielka Brytania wypowiedziała wojnę Niemcom, co miało istotny wpływ na pracę nad filmem. Hitchcock wysyłał telegramy do Anglii, dowiadując się o matkę i resztę rodziny. Mimo wielu rozbieżności pomiędzy reżyserem a Selznickiem, w Rebece utrzymano charakterystyczne dla Anglika ekspresjonistyczne kontrastowanie blasku i cienia. Spośród jedenastu uzyskanych nominacji do nagrody Akademii Filmowej, m.in. pierwszej dla Hitchcocka za najlepszą reżyserię (przegrał on rywalizację z Johnem Fordem za Grona gniewu), Rebeka otrzymała dwie statuetki, w tym dla najlepszego filmu, oraz zebrała entuzjastyczne recenzje prasowe.

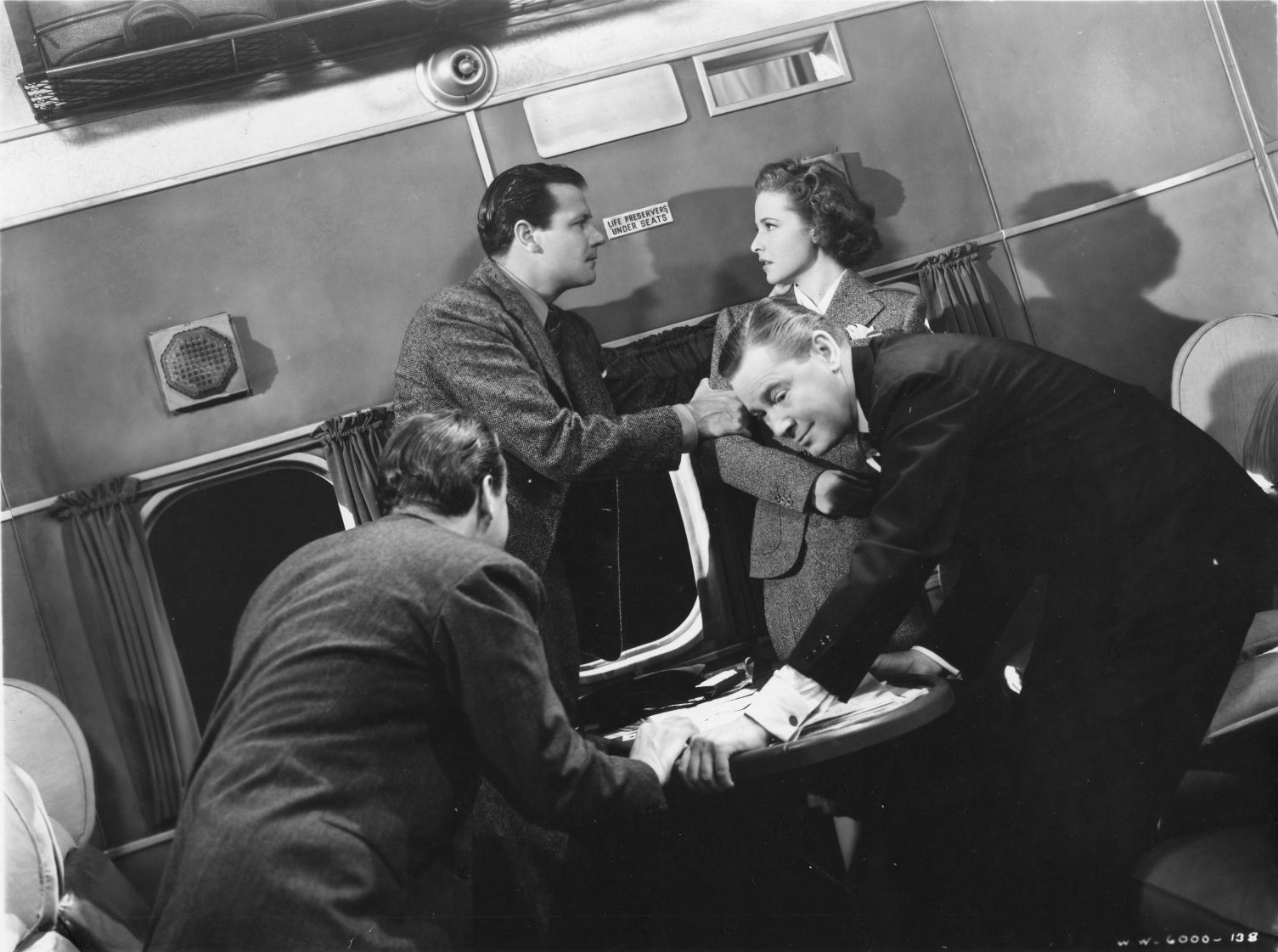
Hitchcock (z lewej) na planie filmu Zagraniczny korespondent (1940)

Jesienią 1939 przystąpił do pracy nad realizowanym dla studia United Artists dreszczowcem szpiegowskim Zagraniczny korespondent (1940), który – według krytyków – był bliższy jego brytyjskim dreszczowcom niż hollywoodzkim melodramatom. Udało mu się przekonać producenta Waltera Wangera do swojej koncepcji i zatrudnienia Bennetta jako współautora scenariusza (wraz z Harrison). Fabuła filmu koncentrowała się na amerykańskim reporterze (Joel McCrea) wysłanym do Londynu, gdzie zakochuje się w córce (Laraine Day) działacza pokojowego, który okazuje się być szefem wrogiej siatki szpiegowskiej w Anglii. Koszty produkcji wyniosły 1,5 miliona dolarów, co było najdroższym filmem w dotychczasowej karierze Hitchcocka.
Po zakończeniu zdjęć, gdy w Europie trwała II wojna światowa, część dawnego środowiska, z którym współpracował w Anglii, zaczęła go oskarżać o ucieczkę z ojczyzny, a jednym z krytykujących był Balcon. W prasie ukazywały się prześmiewcze karykatury reżysera. Publiczny konflikt z Balconem przyczynił się do zmiany postawy niektórych angielskich ekspertów oraz krytyków, uważających, że „Hitchcock stał się trybikiem w hollywoodzkiej maszynerii, która w imię zysków wypuszcza w świat lśniące i wulgarne produkty”.

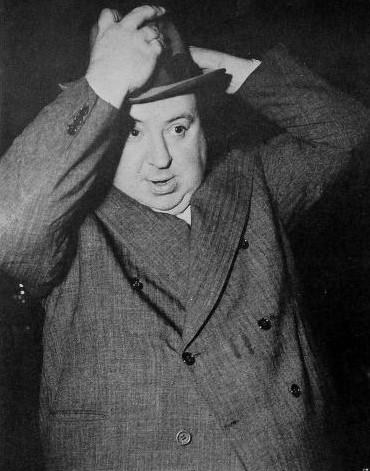
Hitchcock w 1943

W 1941 – na mocy wypożyczenia przez Selznicka do RKO Radio Pictures – zrealizował screwball comedy Pan i pani Smith z Carole Lombard i Robertem Montgomerym w rolach głównych. Niechętnie podchodził do projektu, uznając po przeczytaniu scenariusza, że poczucie humoru jest pospolite. Podjął się realizacji, jak uważał McGilligan, w „geście przyjaźni” z Lombard. Mimo tego film cieszył się przychylnością recenzentów, a niektórzy z nich porównywali go do Ich nocy (1934, reż. Frank Capra) i Mojego pana męża (1936, reż. Gregory La Cava).
Drugim projektem dla RKO był dreszczowiec romantyczno-psychologiczny Podejrzenie (1941), którego fabuła skupiała się na Linie McLaidlaw Aysgarth (Fontaine), podejrzewającej, że jej mąż Johnnie Aysgarth (Cary Grant) chce ją zamordować. Hitchcock w trakcie prac nad filmem podsycał różnego rodzaju konflikty pomiędzy odtwórcami głównych ról, mając nadzieję na uzyskanie odpowiedniego napięcia na ekranie. Nie krył również swego uznania dla talentu Granta, z którym w późniejszych latach kontynuował współpracę przy trzech projektach. Film podczas realizacji posiadał trzy warianty zakończenia. Studio odrzuciło wersję, gdzie bohater portretowany przez Granta zabija swoją żonę, uznając, że nadszarpnęłoby to wizerunek aktora. Hitchcock przyznawał po latach, że był to błąd. Podejrzenie zyskało przychylne opinie krytyków i publiczności, stając się najbardziej dochodową produkcją RKO. Otrzymało także dwie nominacje do nagrody Akademii Filmowej, a Fontaine została laureatką Oscara w kategorii dla najlepszej aktorki pierwszoplanowej.

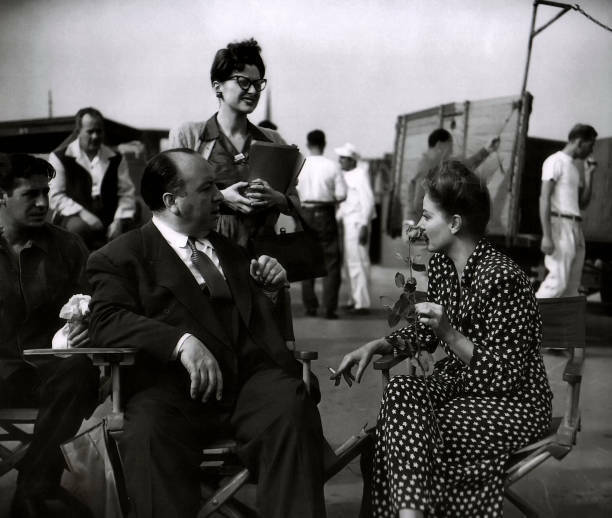
Hitchcock, John Hodiak i Bankhead na planie filmu Łódź ratunkowa (1944)

Do reżyserii autorskiego Sabotażu (1942) przymierzał się już w trakcie zdjęć do Podejrzenia. Nad scenariuszem pracował wspólnie z Harrison oraz Reville. Jednym z głównych impulsów do realizacji było zbombardowanie przez Japończyków Pearl Harbor. Selznick odsprzedał projekt Universal Pictures, przez co Hitchcock miał mniejszy budżet przeznaczony na nagrywanie. Na planie wykorzystano atrapy i modele, a fabrykę samolotów imitował magazyn. Z uwagi na szybkie tempo pracy, krytycy przyjęli film z mieszanymi odczuciami, jednak komercyjny sukces Sabotażu sprawił, że producent podwyższył wszystkim pracownikom studia pensje.
Historię psychologicznego kryminału noir Cień wątpliwości (1943) oparł na opowiadaniu Gordona McDonella – ówczesnego męża jednej ze scenarzystek Universalu, a do napisania scenariusza zatrudnił Thorntona Wildera. W rolach głównych wystąpili Teresa Wright i Joseph Cotten. Obraz w momencie premiery zebrał umiarkowane recenzje, zaś Hitchcock uważał go za jeden ze swoich ulubionych filmów.
W listopadzie 1942 podjął pracę dla Darryla F. Zanucka i studia 20th Century Fox, przedstawiając pracodawcy pomysł na nowy projekt, którego akcja miała rozgrywać się na łodzi. Bezpośrednim producentem filmu był Kenneth Macgowan (opracował synopsis z Reville). Realizacja wojennego dramatu psychologicznego Łódź ratunkowa (1944) przebiegała problematycznie; większość aktorów, w tym odtwórczyni głównej roli żeńskiej Tallulah Bankhead, doznała zapalenia płuc. Film uzyskał mieszane opinie – krytycy zarzucali mu gloryfikację niezłomnego charakteru nazistowskiego. Do słabego wyniku w box offisie przyczynił się brak skutecznej promocji ze strony studia. Łódź ratunkowa, spośród trzech nominacji do nagrody Akademii Filmowej, nie zdobyła żadnego Oscara. Hitchcock po raz drugi przegrał rywalizację o statuetkę w kategorii dla najlepszego reżysera, którą otrzymał Leo McCarey za film Idąc moją drogą.

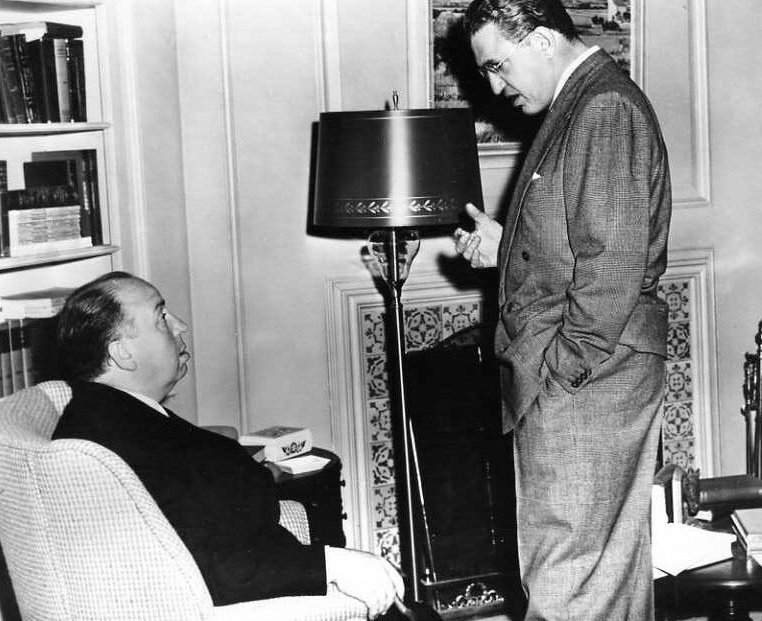
Hitchcock i David O. Selznick w trakcie dyskusji nad Urzeczoną (1945). Ich konfliktowa współpraca trwała od 1939 do 1947

Pod koniec 1943 powrócił do Anglii, gdzie przy współpracy Bernsteina zrealizował z udziałem francuskich aktorów dwa propagandowe filmy krótkometrażowe dla londyńskiego Ministerstwa informacji (MOI) – Bon Voyage i Malgaska przygoda (oba z 1944). „Czułem potrzebę wniesienia małego wkładu do wysiłku wojennego, gdyż byłem zbyt stary i zarazem zbyt otyły, by wziąć w wojnie czynny udział. Gdybym nic nie zrobił, wypominałbym to sobie później” – argumentował.

### Lata powojenne w Hollywood (1945–1953)

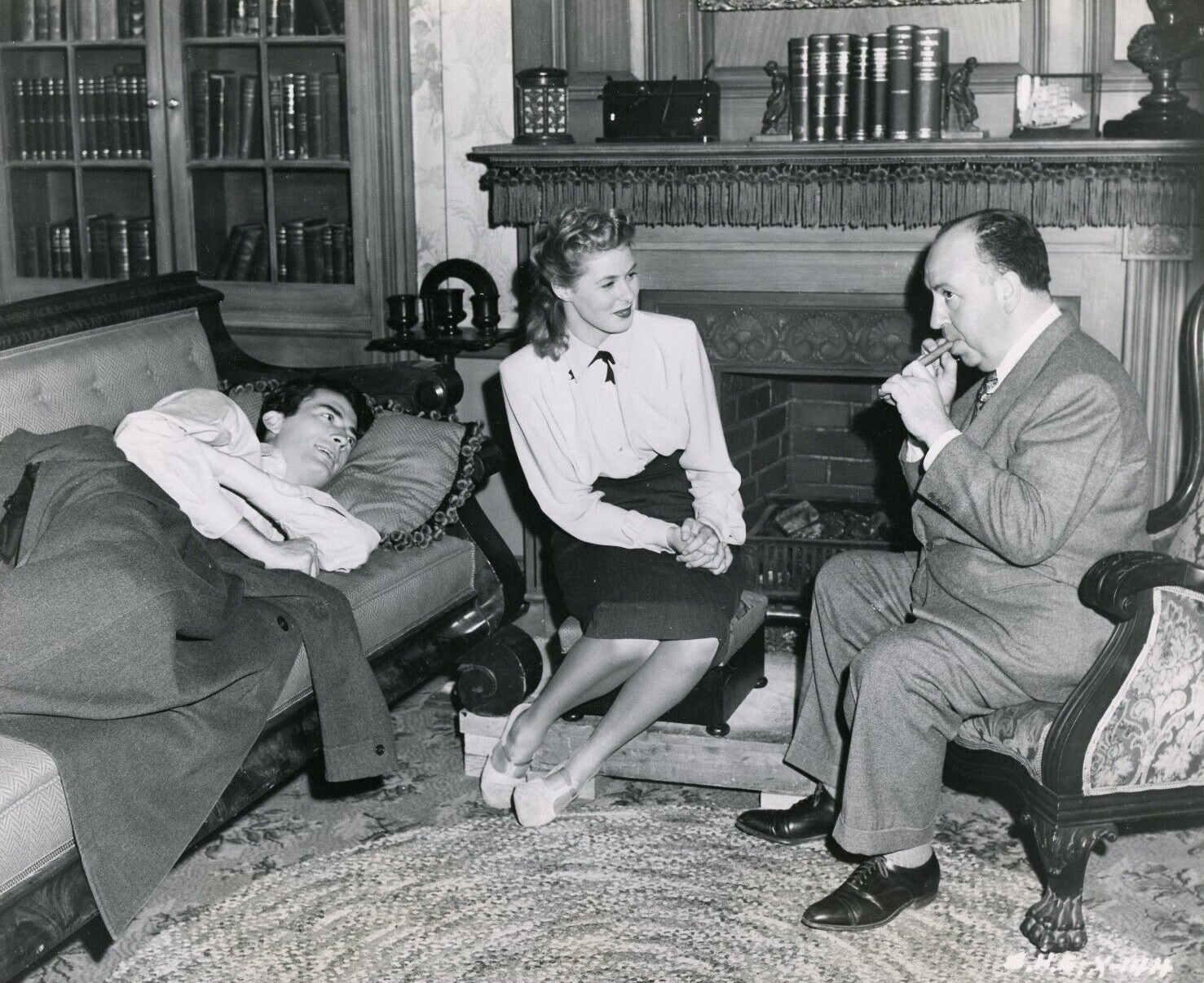
Gregory Peck, Ingrid Bergman oraz Hitchcock na planie Urzeczonej

Przed wyjazdem do Londynu nabył prawa do ekranizacji powieści The House of Dr. Edwardes autorstwa Hilary’ego St George’a Sandersa i Johna Palmera z 1927. Scenariusz napisał Ben Hecht, były reporter kryminalny i wojenny „Chicago Daily News”. Przygotowując się do pracy, obydwaj odwiedzali kilka nowojorskich szpitali dla umysłowo chorych i oddziały psychiatryczne oraz rozmawiali z personelem. Do głównych ról zaangażowano Ingrid Bergman i Gregory’ego Pecka. Historia psychologicznego dreszczowca noir Urzeczona koncentrowała się na uznanym w środowisku doktorze Anthonym Edwardesie (Peck) obejmującym stanowisko dyrektora kliniki psychiatrycznej. Jego niecodzienne zachowanie wzbudza podejrzenia oziębłej doktor Constance Petersen (Bergman). Do opracowania sekwencji snu Selznick – na prośbę Hitchcocka – zaangażował Salvadora Dalí. Producent, podobnie jak w przypadku Rebeki, dokonał szeregu zmian na etapie postprodukcyjnym. Premiera Urzeczonej miała miejsce w Astor Theatre. Film spotkał się z mieszanym odbiorem, a Hitchcock określał go jako „kolejną opowieść o pościgu, opakowaną w pseudopsychoanalizę”. Spośród sześciu nominacji do nagrody Akademii Filmowej, Urzeczona zdobyła statuetkę w kategorii za najlepszą muzykę (Miklós Rózsa). Po raz trzeci przegrał rywalizację o miano najlepszego reżysera, a Oscara otrzymał Billy Wilder za film Stracony weekend. Zakończywszy zdjęcia, powrócił do Anglii, by ponownie porozmawiać z Bernsteinem o możliwości współpracy.

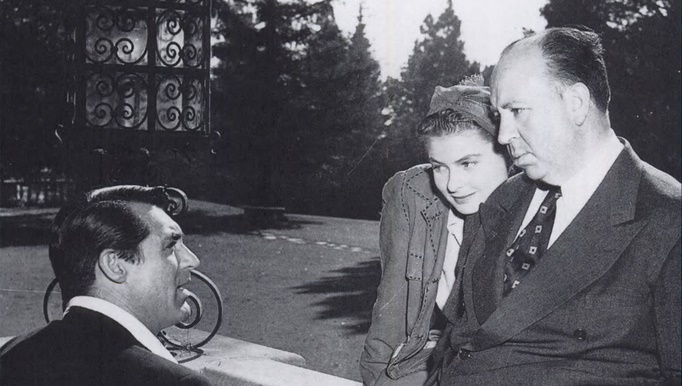
Grant, Bergman i Hitchcock na planie filmu Osławiona (1946)

Po sukcesie kasowym Urzeczonej, Selznick przystąpił do realizacji kolejnego filmu. Z uwagi na długotrwałe prace przy scenariuszu, nad którym Hitchcock pracował z Hechtem, odsprzedał prawa RKO. W głównych rolach wystąpili Cary Grant, Ingrid Bergman i Claude Rains. Fabuła dreszczowca psychologiczno-szpiegowskiego z elementami melodramatu i kina noir Osławiona (1946) skupiała się na Alicii Huberman (Bergman), córce byłego agenta wywiadu. Na zlecenie amerykańskiego agenta T.R. Devlina (Grant), udaje się do Brazylii w celu infiltracji organizacji zbiegłych nazistów z czasów II wojny światowej. W trakcie prac kładł nacisk na zbliżenia kamery na twarze głównych bohaterów. Osławiona była jego pierwszym filmem w Stanach Zjednoczonych, nad którym miał całkowitą kontrolę podczas postprodukcji. Krytycy docenili film, a jeden z recenzentów „The New Yorkera” twierdził, że jest to „znakomity przykład tego, czego może dokonać Alfred Hitchcock, jeśli da mu się wolną rękę”.
Do współpracy z Selznickiem powrócił przy okazji realizacji kryminalnego dramatu sądowego Akt oskarżenia. Hitchcock podjął się reżyserii, głównie z uwagi na młodzieńczą fascynację sprawami sądowymi. Po kilku interwencjach Selznick został głównym autorem scenariusza i zatrudnił Alidę Valli. Coraz większa ingerencja producenta w film niepokoiła Hitchcocka. W roli młodego londyńskiego adwokata wystąpił Gregory Peck, który – podobnie jak i Valli – nie otrzymał od reżysera żadnych instrukcji dotyczących gry. Nieustające konflikty z Selznickiem wywoływały u Hitchcocka hipochondrię. Koszty produkcji wyniosły ponad 4 miliony dolarów, co było drugim najdroższym filmem w karierze reżysera. W momencie premiery Akt oskarżenia okazał się rozczarowaniem; jeden z krytyków „The New York Timesa” pisał, że był to „marny przykład statycznego przedstawienia”. Złe relacje i rozbieżności w wielu kwestiach zakończyły współpracę Hitchcocka z Selznickiem.

#### Transatlantic Pictures

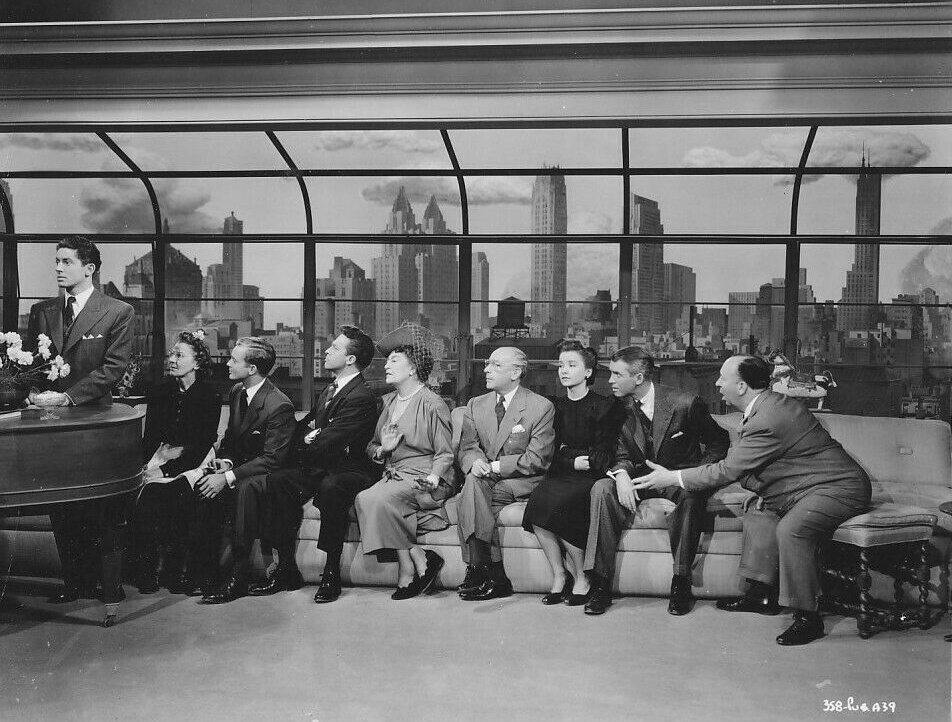
Hitchcock (pierwszy z prawej) wraz z obsadą na planie filmu Sznur (1948)

Pierwszym filmem wyprodukowanym dla nowo powstałego studia Hitchcocka i Bernsteina Transatlantic Pictures był kryminał psychologiczny z elementami dreszczowca Sznur z 1948, bazujący na sztuce autorstwa Patricka Hamiltona z 1929. Inspiracją do jego realizacji była historia brutalnego morderstwa popełnionego przez Leopolda i Loeba w 1924. Hitchcock postanowił sfilmować całość w nieprzerwanych 10-minutowych sekwencjach, dając kamerze możliwość swobodnego przemieszczania się po planie zdjęciowym – elementy scenografii i meble znajdowały się na kółkach. Sznur był jego pierwszym filmem nagranym w technicolorze. W głównej roli nauczyciela Ruperta Cadella – zwolennika poglądów filozofii Nietzschego – obsadzono Jamesa Stewarta. Fabuła opowiadała o dwóch współlokatorach Brandonie (John Dall) i Phillipie (Farley Granger), którzy przy użyciu tytułowego sznura mordują swojego kolegę (Dick Hogan). Według Hitchcocka długie sekwencje – po których aktorzy stawali się coraz bardziej spięci – przyczyniały się do potęgowania atmosfery napięcia i niepokoju, stanowiącą integralną część filmu. W późniejszych latach zweryfikował swoją opinię, uznając, że „był to zupełny nonsens, gdyż gwoli wizualnej narracji wziąłem rozbrat z moją własną tezą o wadze montażu”. Sznur okazał się porażką finansową.
W 1948 zrealizował oparty na książce Helen Simpson melodramat kostiumowy Pod znakiem Koziorożca z Ingrid Bergman i Josephem Cottenem w rolach głównych. Ponownie zdecydował się filmować długie sekwencje, co z kolei nie podobało się Bergman. Z tego powodu na planie dochodziło do częstej wymiany zdań między nią a Hitchcockiem. Realizacja filmu była problematyczna – pracownicy Elstree Studios zastrajkowali przed rozpoczęciem zdjęć, a dialogi, z uwagi na duży hałas, dogrywano w późniejszym czasie bez obecności kamery. Pod znakiem Koziorożca zebrał negatywne recenzje. „The Guardian” krytykował „nieznośną dłużyznę poszczególnych scen”, podczas gdy „The Hollywood Reporter” opisywał reżyserię Hitchcocka jako „niezdarną, oczywistą, a często po prostu głupią”.

#### Współpraca z Warner Bros.

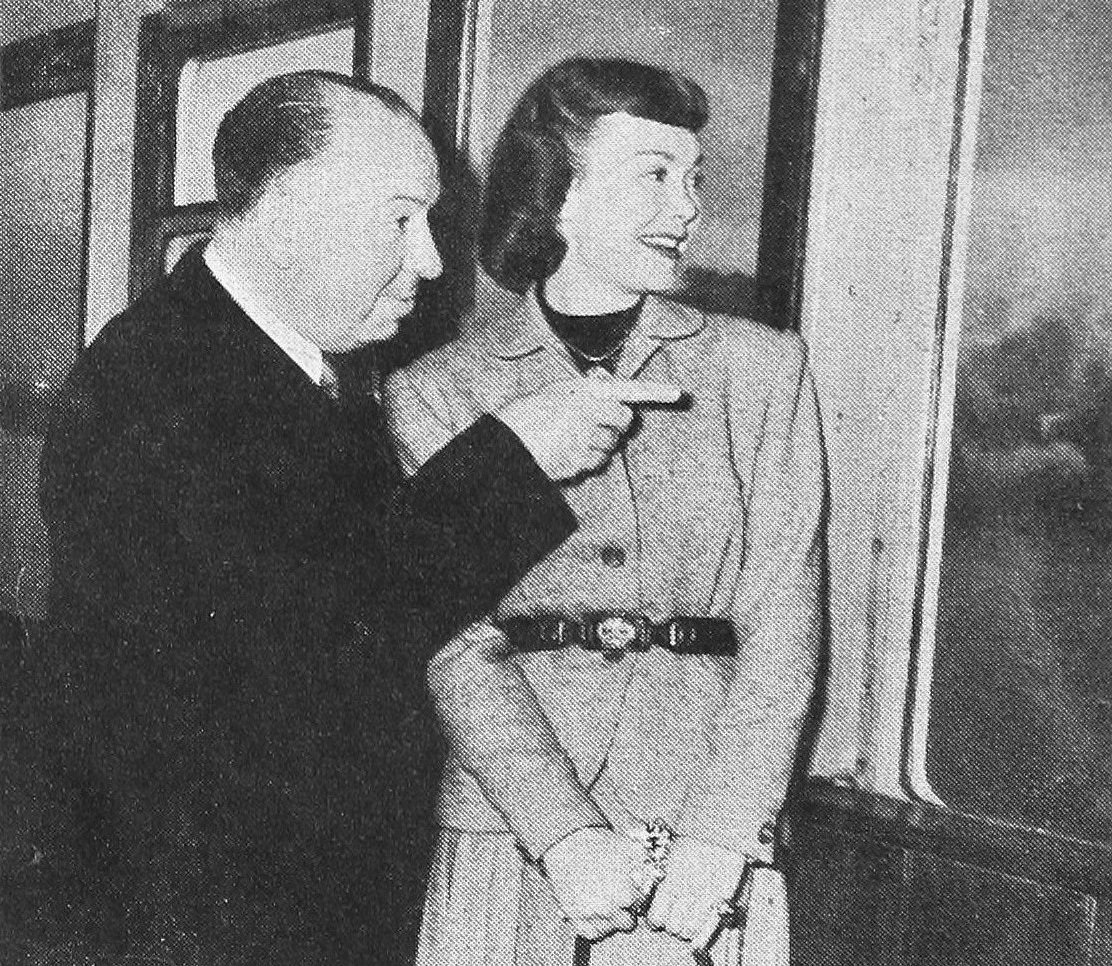
Hitchcock i Jane Wyman (1949)

Na początku 1949 nawiązał współpracę z Jackiem L. Warnerem, prezesem wytwórni Warner Bros., podpisując umowę na realizację czterech filmów w ciągu sześciu i pół roku. Prócz honorarium w wysokości miliona dolarów, otrzymał swobodę działania.

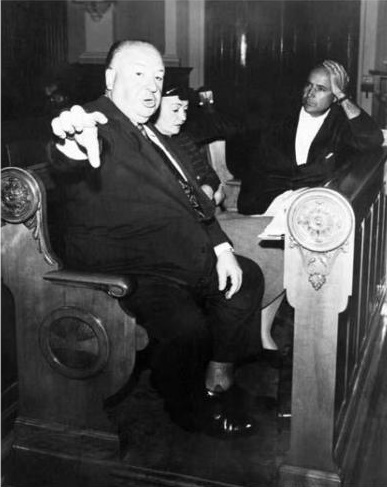
Hitchcock na planie filmu Wyznaję (1953)

Przystępując do reżyserii opartego na drukowanej w latach 1947–1948 w odcinkach powieści autorstwa Selwyn Jepson kryminalnego dreszczowca noir Trema (1950), mając złe doświadczenia z ostatnich dwóch produkcji, zrezygnował z długich sekwencji i nagrywania w kolorze. Zdjęcia realizowano w Londynie, a obsadę uzupełnili Jane Wyman, Marlene Dietrich, Michael Wilding, Alastair Sim, Sybil Thorndike, Miles Malleson i Joyce Grenfell. Film zebrał mieszane opinie. Zarzucano mu brak równego tempa i nadmierną teatralność.
Wiosną 1950, przeczytawszy powieść Znajomi z pociągu pióra Patricii Highsmith – będąc pod wrażeniem dwoistości głównych bohaterów – polecił swemu agentowi odkupienie praw autorskich. Do napisania scenariusza zatrudnił Raymonda Chandlera, jednak z uwagi na szereg konfliktów, pisarz we wrześniu opuścił projekt, uważając go za „strasznie durną historię”. Nową wersję synopsisu opracowała Czenzi Ormonde, współpracowniczka Hechta. Fabuła psychologicznego dreszczowca noir Nieznajomi z pociągu (1951) skupiała się na dwóch mężczyznach (Farley Granger i Robert Walker) jadących pociągiem, postanawiających zamienić się morderstwami. Recenzenci podkreślali mroczny nastrój, w którym podstawową rolę odegrały ujęcia światłocienia, oddając tym samym atmosferę niepokoju i winy. Prasa nazywała Hitchcocka „mistrzem suspensu”.
W lutym 1952 przystąpił wraz z Reville do opracowywania szkicu scenariusza do psychologicznego kryminału noir Wyznaję (1953), opartego na sztuce z 1902, której autorem był Paul Anthelme Bourde. Na miejsce realizacji wybrano Quebec, a do głównych ról angaż otrzymali Montgomery Clift, Anne Baxter i Karl Malden. Współpraca Hitchcocka z Cliftem nie układała się najlepiej z uwagi na zaawansowany alkoholizm aktora. Reżyser przyznawał, że „praca z Montgomerym Cliftem okazała się trudna, ponieważ jest to aktor metodyczny, a zarazem neurotyczny”. Fabuła przedstawiała historię katolickiego księdza Michaela Williama Logana (Clift). Ze względu na tajemnicę spowiedzi nie może on wyjawić tożsamości zabójcy, wskutek czego sam zostaje oskarżony o morderstwo. Część aktorów – w tym m.in. Malden – żaliła się na brak jakichkolwiek wskazówek ze strony Hitchcocka dotyczących gry. Wyznaję było jednym z nielicznych obrazów reżysera, w którym zabrakło elementów komediowych, stanowiących zrównoważenie narastającego napięcia, co Hitchcock w późniejszych latach uważał za błąd, twierdząc, że filmowi brakowało „humoru i finezji”.
W 1953 Bernstein wycofał się z produkcji filmów, co oznaczało zakończenie działalności przez Transatlantic, które było zadłużone, a wspólnicy Hitchcocka nie chcieli pracować pod presją.

### Szczyt kariery (1954–1964)

#### Współpraca z Paramount Pictures

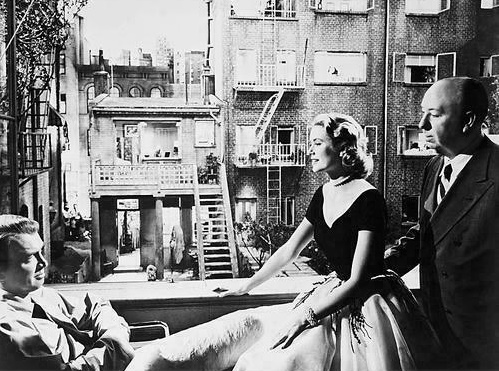
Od lewej: James Stewart, Grace Kelly i Hitchcock na planie filmu Okno na podwórze (1954)

Rozczarowany przyjęciem Wyznaję, przystąpił do ekranizacji sztuki Dial M for Murder Fredericka Knotta, z powodzeniem wystawianej na West Endzie i Broadwayu. Fabuła kryminału M jak morderstwo (1954) przedstawiała losy byłego tenisisty (Ray Milland), który szantażuje drobnego przestępcę, by ten zamordował jego żonę (Grace Kelly). Sprawy komplikują się, gdy kobieta w obronie własnej zabija niedoszłego przestępcę. W trakcie realizacji studio Warner Bros. korzystało z najnowocześniejszych dostępnych technik filmowania, w tym z 3D. Nie podobało się ono reżyserowi, który uważał je za „przelotną modę”. Z nowatorskiej techniki korzystał rzadko, zostawiając ją do momentów największego napięcia (scena chwytania nożyczek przez atakowaną kobietę). Film cieszył się uznaniem wśród publiczności, a Kelly stała się gwiazdą sezonu.

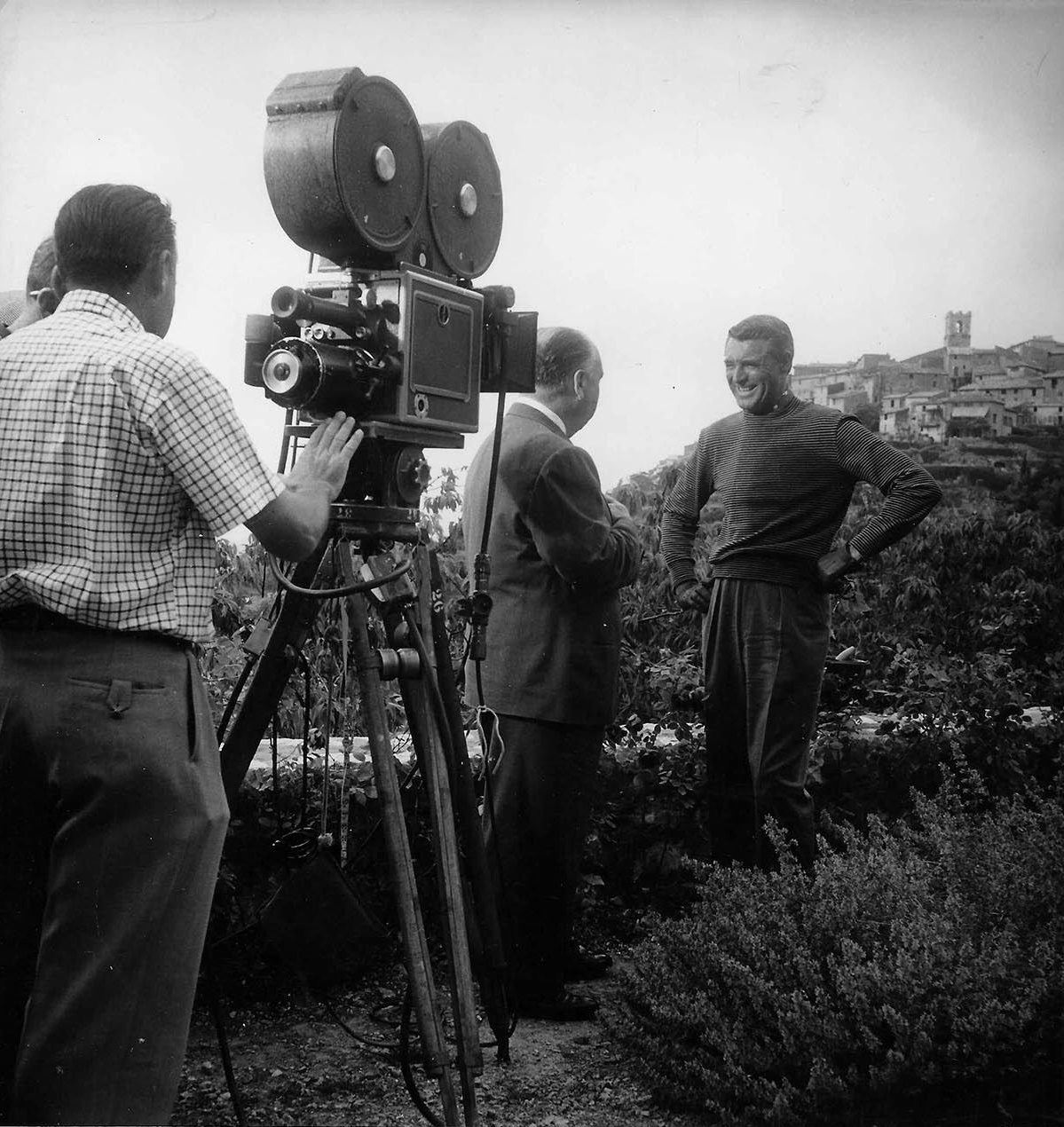
Hitchcock i Cary Grant na planie filmu Złodziej w hotelu (1955)

Ze względu na ograniczony budżet, uniemożliwiający dobór odpowiedniej ekipy, coraz otwarciej wyrażał swoje niezadowolenie ze współpracy z Warner Bros. Przed przystąpieniem do realizacji M jak morderstwo, podpisał kontrakt z Paramountem na dziewięć filmów. Pierwszym z nich był oparty na krótkim opowiadaniu autorstwa Cornella Woolricha dreszczowiec psychologiczny Okno na podwórze (1954), który przedstawiał historię fotografa L.B. „Jeffa” Jefferiesona (Stewart). Mężczyzna z powodu złamanej nogi przygląda się przez lornetkę życiu w mieszkaniach leżących naprzeciwko. Wkrótce dochodzi do wniosku, że w jednym z nich popełniono zbrodnię. Scenariusz filmu przygotował autor sztuk radiowych John Michael Hayes. Stewartowi w głównej roli kobiecej partnerowała Kelly, którą Hitchcock traktował ze szczególną uwagą. Komfortowe warunki pracy pozwoliły mu na przywrócenie dawnej energii i entuzjazmu. Okno na podwórze otrzymało przychylne recenzje, w których zostało opisane jako „niezwykle wciągający film”. Hitchcocka po raz czwarty wyróżniono nominacją do nagrody Akademii Filmowej, lecz przegrał on rywalizację z Elią Kazanem, laureatem za film Na nabrzeżach. W ciągu dwóch lat, Okno na podwórze uzyskało w box offisie przychód rzędu 10 milionów dolarów.
Z początkiem 1954 przystąpił do realizacji dreszczowca romantycznego Złodziej w hotelu (1955) z Carym Grantem i Grace Kelly, który oparto na powieści Davida Dodge z 1952. Film opowiadał o zręcznym włamywaczu (Grant), słynącym niegdyś ze wspinaczki po fasadach domów, żyjącym na francuskiej Riwierze. Postanawia on wrócić do kryminalnej przeszłości, aby zdemaskować kopiującego jego metody złodzieja. Mając pozytywne wspomnienia ze współpracy z Haysem, Hitchcock ponownie zatrudnił go do napisania scenariusza. Film realizowano w wersji panoramicznej, korzystając z nowatorskiej technologii VistaVision. Opinie o Złodzieju w hotelu były w większości podzielone – część krytyków podkreślała komediowy zmysł Granta i seksapil Kelly – natomiast chętnie był oglądany przez publiczność. Zdobył on nagrodę Akademii Filmowej w kategorii za najlepsze zdjęcia (Robert Burks).
Będąc pod wrażeniem powieści The Trouble with Harry autorstwa Jacka Trevora Story’ego z 1949 wyraził chęć jej ekranizacji. Fabuła czarnej komedii Kłopoty z Harrym (1955) przedstawiała historię Harry’ego, zwłok, które co chwila są wykopywane przez sąsiadów, poczuwających się do odpowiedzialności za jego śmierć. Zdjęcia realizowano w stanie Vermont w Nowej Anglii, odgrywającego rolę angielskiej wioski. Obraz cieszył się powodzeniem we Francji, lecz w Stanach Zjednoczonych odnotował rozczarowujący wynik, gdzie publiczność odczuwała dezorientację i znudzenie. Według reżysera wpływ na to miał brytyjski charakter filmu i słaba promocja ze strony wytwórni.

#### Alfred Hitchcock przedstawia(1955–1962)

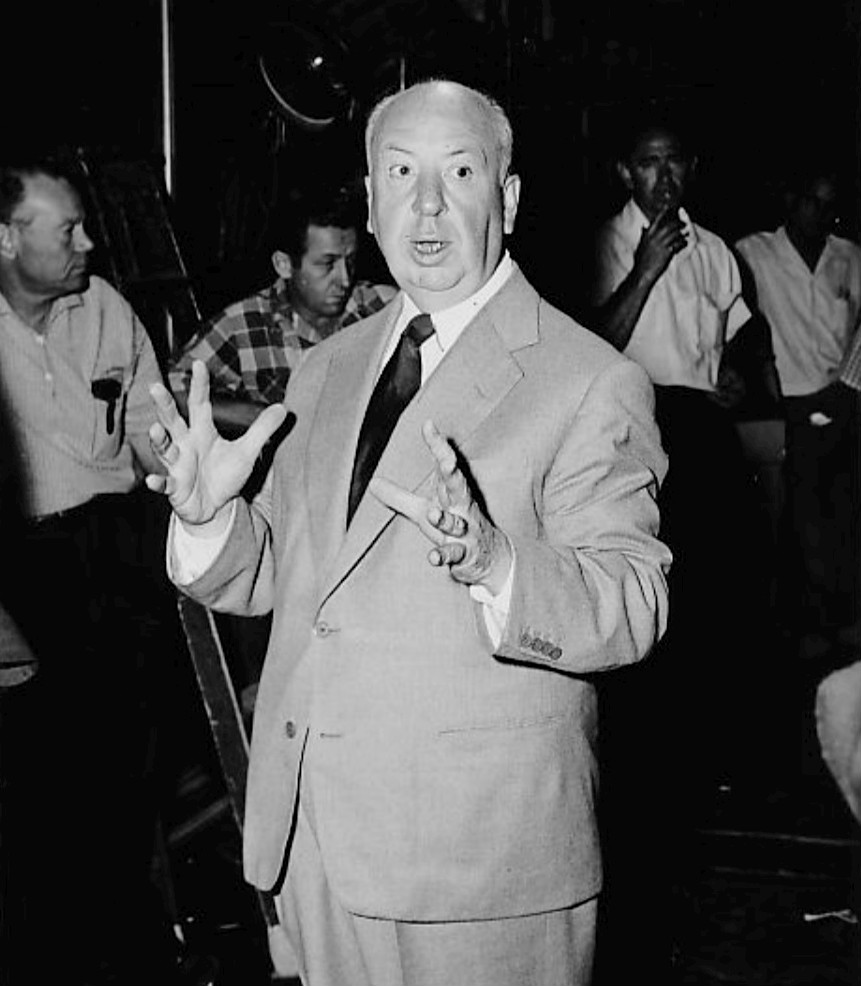
Hitchcock na planie serialu Alfred Hitchcock przedstawia (1955)

Zakończywszy zdjęcia do Kłopotów z Harrym, udał się razem z rodziną na bożonarodzeniowy wypoczynek do Sankt Moritz. Przed powrotem do Hollywood odbył rozmowy ze swoim agentem Lew Wassermanem – od 1946 pełniącym funkcję przewodniczącego MCA Inc., który zasugerował mu współpracę z telewizją. Mimo początkowej niepewności, zgodził się. Do jego obowiązków należało nadzorowanie scenariusza i produkcji, a także krótki występ na początku i na końcu każdego z odcinków, za który pobierał honorarium w wysokości 125 tys. lub 129 tys. dolarów. Serial kryminalny Alfred Hitchcock przedstawia zadebiutował na antenie 2 października 1955 i okazał się dużym sukcesem, także finansowym. Zapewnił Hitchcockowi ogólnokrajową rozpoznawalność. Był emitowany przez siedem lat. W tym czasie wykorzystano w nim 335 opowieści kryminalnych.
Kolejnym projektem filmowym był remake Człowieka, który wiedział za dużo (1956) z 1934. Zdjęcia realizowano m.in. w Marrakeszu, a w głównych rolach wystąpili James Stewart i Doris Day. Filmowanie było utrudnione z uwagi na odbywający się ówcześnie ramadan. Nowa wersja znacząco różniła się od pierwowzoru. „Pierwsza wersja była dziełem utalentowanego amatora, drugą zrobił profesjonalista” – argumentował. Day, będąc niezadowoloną z braku jakichkolwiek uwag ze strony reżysera, groziła opuszczeniem projektu. Człowiek, który wiedział za dużo okazał się sukcesem komercyjnym. Tydzień po premierze był najbardziej dochodowym filmem roku.

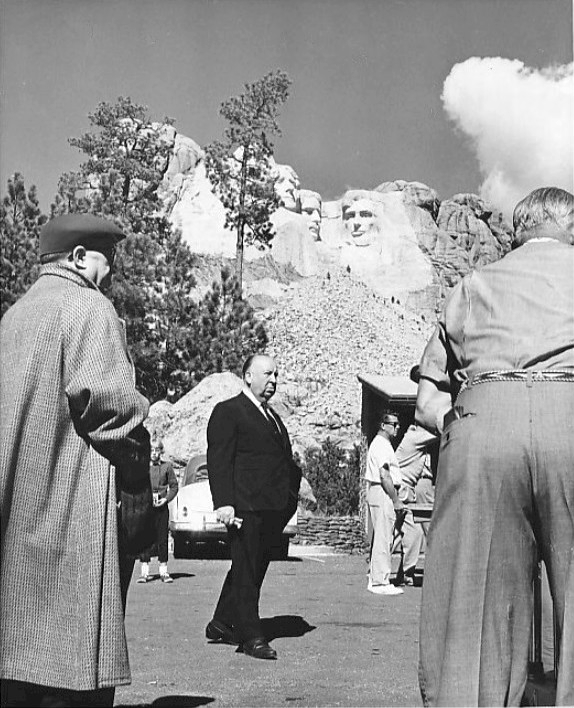
Hitchcock pod Mount Rushmore w trakcie realizacji filmu Północ, północny zachód (1959)

Zainspirowany autentyczną historią opisaną w książce The True Story of Christopher Emmanuel Balestrero autorstwa Maxwella Andersona, przystąpił do realizacji kryminalnego dokumentu noir Niewłaściwy człowiek (1956). Fabuła opowiadała o mężczyźnie niesłusznie oskarżonym o bycie złodziejem – w związku z czym zostaje on aresztowany i postawiony przed sądem. By w pełni oddać charakter dokumentu, zrezygnował z technicoloru i rozbudowanej scenografii na rzecz czarno-białego realizmu nowojorskich ulic i starannie przemyślanej akcji, wzorując się m.in. na neorealizmie włoskim. Do głównych ról zaangażował Henry’ego Fondę i Verę Miles. W opinii Ackroyda film dawał wyraz predylekcjom Hitchcocka, do których należały błędne utożsamienie, niesłuszne uwięzienie, a także elementy graficzne takie jak cienie, kraty i labirynt korytarzy.

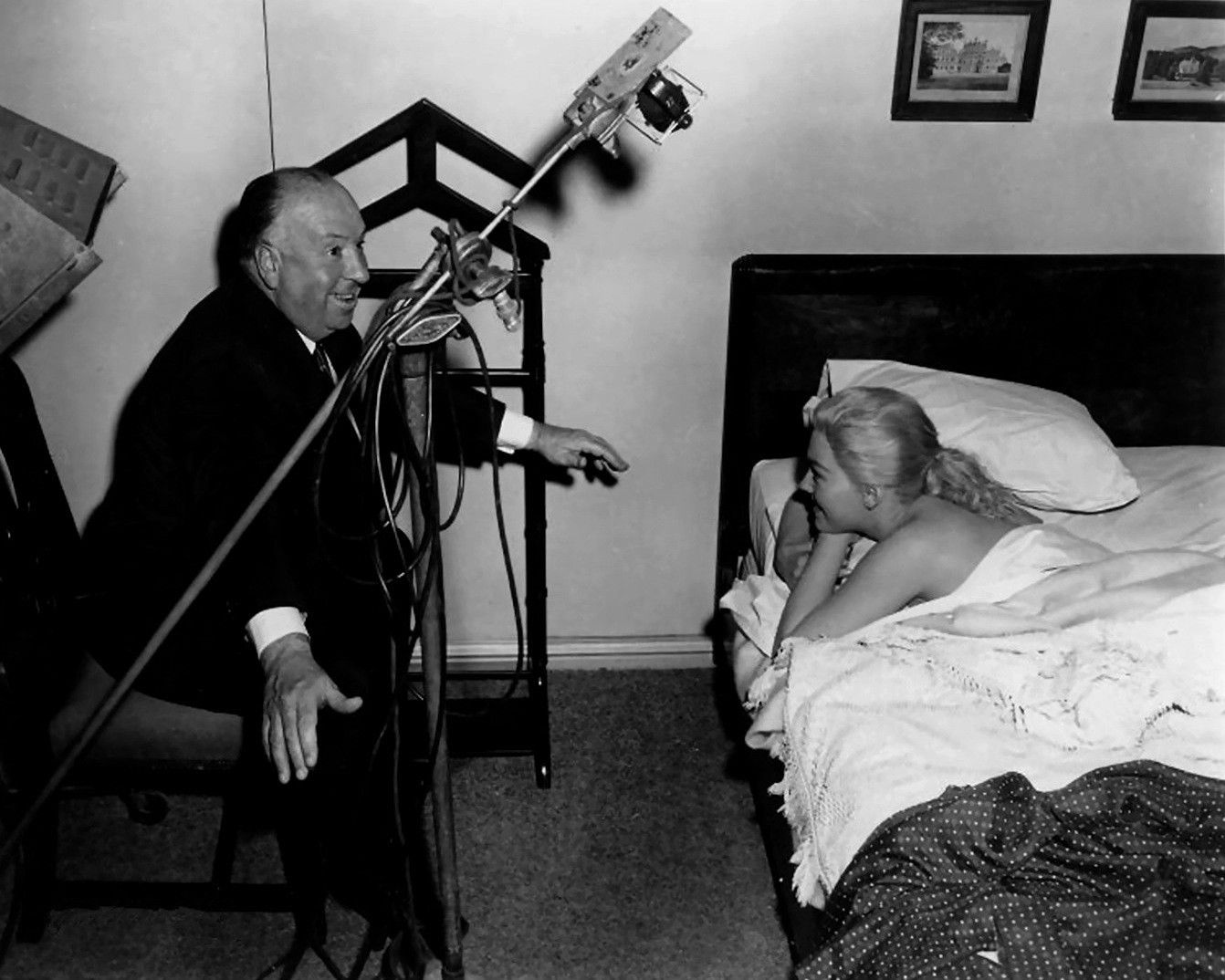
Hitchcock i Kim Novak na planie filmu Zawrót głowy (1958)

Po krótkim odpoczynku, latem 1956 intensywnie przygotowywał się do kolejnego projektu, poszukując nowych pomysłów. Podstawę scenariusza do melodramatycznego dreszczowca psychologicznego Zawrót głowy (1958) stanowiła powieść The Living and the Dead duetu pisarskiego Boileau-Narcejac. W rolach głównych wystąpili James Stewart i Kim Novak. Zdjęcia realizowano na terenie San Francisco w Kalifornii. Hitchcock wykorzystał na planie wiele eksperymentów wizualnych, w tym obrót kamery o 360 stopni i dolly zoom. Kolisty ruch kamery eksponował użycie w filmie elementów spiralnych. Fabuła przedstawiała losy emerytowanego detektywa (Stewart) cierpiącego na akrofobię, który ratuje przed samobójstwem żonę przyjaciela (Novak). Uświadamia sobie, że jest ona obiektem jego obsesyjnego pożądania. Film w momencie premiery zyskał mieszane recenzje, a publiczność uznała, że jest nazbyt dziwny, niejasny i długi.
Podpisawszy kontrakt ze studiem Metro-Goldwyn-Mayer na realizację jednego filmu, wspólnie z Ernestem Lehmanem przystąpił do pracy nad dreszczowcem sensacyjno-szpiegowskim Północ, północny zachód (1959), opowiadającym historię niewinnie ściganego kierownika agencji reklamowej Rogera O. Thornhilla (Grant) przez grupę szpiegów, omyłkowo biorących go za osobę z kręgu agencji rządowej. W roli głównej wystąpił Grant, a partnerowała mu Eva Marie Saint. Kierownictwo studia uznało, że finalna wersja filmu, trwająca 136 minut, jest za długa, dlatego polecono jej skrócenie. Hitchcock odmówił, mając świadomość, że kontrakt gwarantował mu całkowitą samodzielność nad ostatecznym kształtem projektu. Podczas premiery w Radio City Music Hall film przyjęto zbiorową owacją na stojąco i oklaskami, a krytycy podkreślali, że po ryzykownych eksperymentach związanych z Zawrotem głowy, reżyser powrócił do zabawiania publiczności ekstrawaganckimi dreszczowcami.

#### Współpraca z Universal Pictures

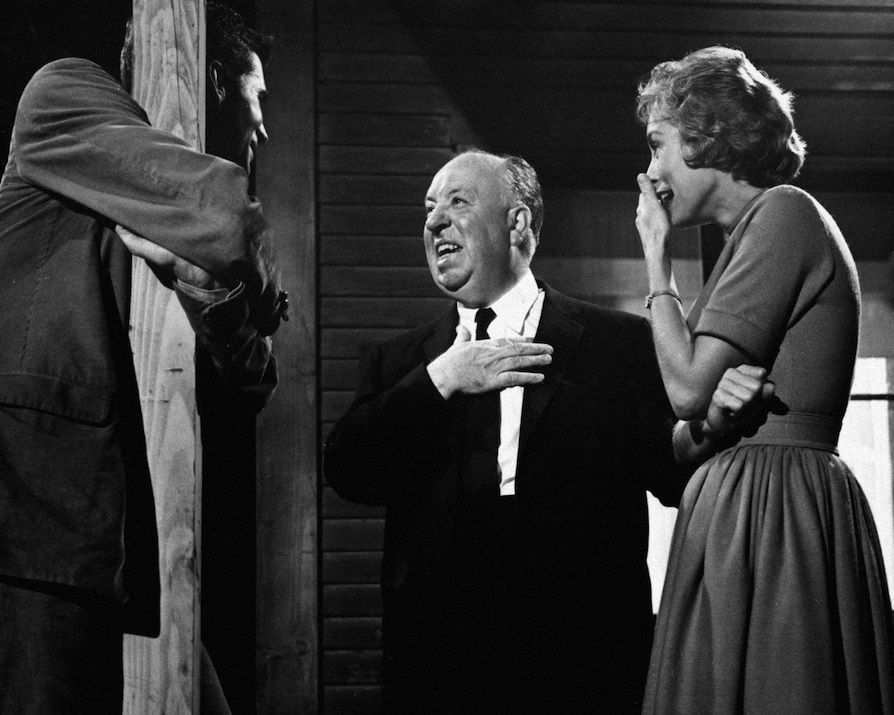
Od lewej: Perkins, Hitchcock i Leigh na planie filmu Psychoza (1960)

Poszukując materiału na nowy film, przeglądał sztuki, powieści, opowiadania i reportaże. Przychylna recenzja powieści Psychoza Roberta Blocha z 1959 spowodowała, że przeczytał ją w ciągu dwóch dni i wyraził chęć jej ekranizacji. Jak wspominał, przekonała go do tego „nagłość morderstwa pod prysznicem”. W stosunku do poprzednich produkcji, zrezygnował z nagrywania w kolorze, atrakcyjnych plenerów i znanych aktorów. Fabuła obrazu, w którym psychopatyczny chłopak przebiera się za swoją zmarłą matkę, aby móc zabijać ofiary, nie spodobała się przedstawicielom Paramountu. W konsekwencji wytwórnia zajęła się tylko dystrybucją, a koszty produkcji pokrył Hitchcock. Zdjęcia realizowano w studiach należących do Universal Pictures, z którym to reżyser związał się umową. Do realizacji zatrudnił ekipę telewizyjną, chcąc ukończyć prace możliwie jak najszybciej oraz jak najtańszym kosztem. W roli Normana Batesa wystąpił Anthony Perkins. Za namową scenarzysty Josepha Stefano do partnerującej mu w głównej kreacji żeńskiej zaangażowano Janet Leigh, posiadającej status gwiazdy. By maksymalnie spotęgować zainteresowanie, do samego końca skrupulatnie utrzymywał w tajemnicy wszelkie informacje na temat projektu. W trakcie realizacji ograniczał się do trzech lub czterech ujęć, chcąc zachować efekt pierwszego wrażenia. Do historii filmu przeszła scena morderstwa pod prysznicem, której Hitchcock poświęcał dużo uwagi. Na jej temat powstał szereg prac analitycznych.
W momencie premiery Psychoza (1960) wzbudzała wiele emocji wśród krytyków i widzów; niektórzy określali ją mianem niebezpiecznego filmu. Była najczęściej komentowaną, opisywaną produkcją kinową roku i najbardziej dochodowym projektem w całej karierze Hitchcocka, przynosząc mu 15 milionów dolarów zysku. Chociaż krytycy początkowo chłodno oceniali Psychozę, to jej sukces komercyjny spowodował, że weryfikowali oni swoje recenzje, porównując dzieło Hitchcocka do M – Mordercy Langa czy Widma (1955, reż. Henri-Georges Clouzot). Reżyser z dystansem podchodził do filmu, określając go „średnio ambitnym ćwiczeniem w opowieści gotyckiej”. Krótko po premierze Psychoza zyskała miano filmu kultowego. Była nominowana również w czterech kategoriach do nagrody Akademii Filmowej. Hitchcock po raz piąty (i ostatni) w karierze przegrał rywalizację w kategorii za najlepszą reżyserię. Statuetkę otrzymał Billy Wilder za komedię romantyczną Garsoniera.

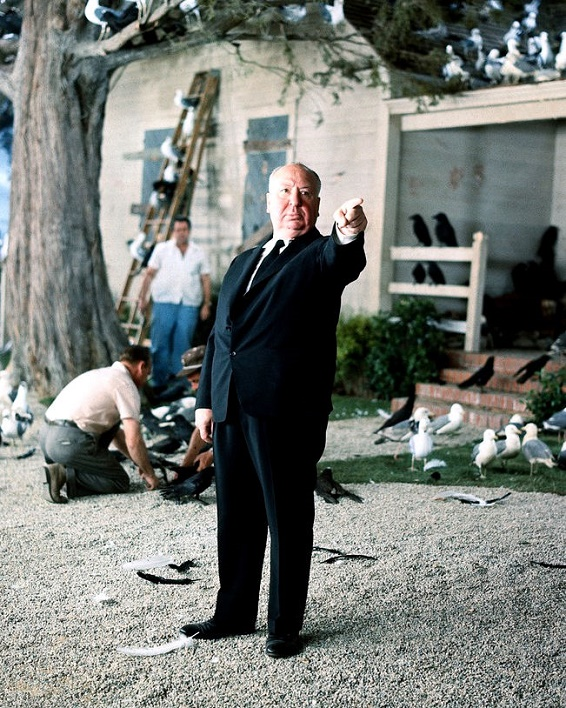
Hitchcock na planie Ptaków (1963)

Sukces filmu sprawił, że Hitchcock czuł się zdezorientowany. Drugą połowę roku spędził podróżując z żoną po świecie. Powróciwszy do Stanów Zjednoczonych rozważał realizację kilku projektów, w tym m.in. francuskiej sztuki Piège pour un homme seul oraz ekranizację powieści Village of Stars. Bezpośrednim bodźcem do sfilmowania dreszczowca psychologicznego Ptaki (1963) było zdarzenie z sierpnia 1961, gdy ptaki zaatakowały miasto Capitola w Kalifornii, wywołując panikę wśród tamtejszych mieszkańców.
W głównej roli żeńskiej wystąpiła Tippi Hedren, którą Hitchcock zauważył w reklamie napoju dietetycznego. Z uwagi na swój lęk przed ptakami, nie brał udziału w scenach, gdzie były one obecne. Pojawiał się, gdy wymagano zmiany oświetlenia. Nowojorska premiera Ptaków odbyła się 9 marca. Chociaż wiązał z odbiorem filmu duże nadzieje, spotkał się on z mieszanym przyjęciem krytyków i publiczności. Zarzucano mu m.in. brak rozstrzygającego zakończenia. Krytykowano także rolę Hedren. W późniejszym czasie Hitchcock przyznawał, że film miał za „mało historii, za wiele ptaków”. Dopiero po latach zyskał on miano klasyka i stanowił pewien wzorzec dla późniejszych produkcji z gatunku filmu katastroficznego.

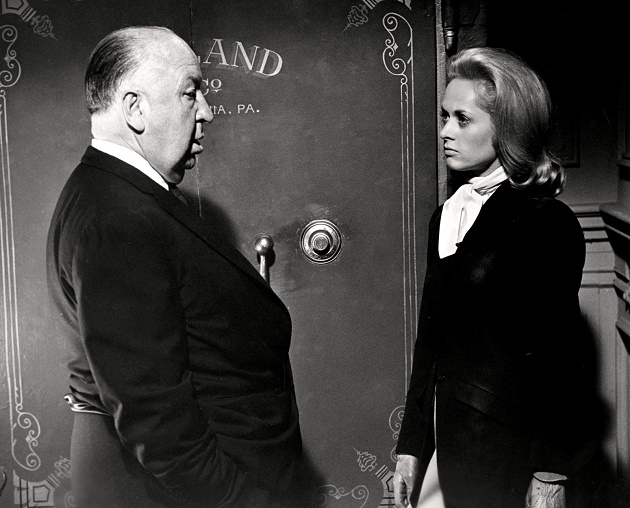
Hitchcock i Tippi Hedren na planie filmu Marnie (1964)

W 1961 zaangażował się w reklamę na amerykańskim rynku księgarskim powieści Marnie autorstwa Winstona Grahama, która przypadła mu do gustu. Po nabyciu praw do ekranizacji, w głównej roli zamierzał obsadzić Grace Kelly, jednak aktorka – ze względu na pełnienie funkcji księżnej Monako – odmówiła, co było dużym rozczarowaniem dla Hitchcocka. Ostatecznie po raz drugi zatrudnił Hedren. Partnerował jej Sean Connery, ówczesny odtwórca roli Jamesa Bonda. Fabuła dreszczowca psychologicznego Marnie (1964) przedstawiała losy kleptomanki Margaret „Marnie” Edgar (Hedren). Pod przymusem wychodzi ona za mąż za Marka Rutlanda (Connery). Mężczyzna, odkrywszy przestępcze skłonności małżonki, zaczyna ją szantażować. Podobnie jak w przypadku poprzednich produkcji, Hitchcock dbał o każdy detal. Zdjęcia plenerowe realizowano w studiu, co miało obniżyć koszty produkcji. W trakcie nagrań pomiędzy nim a Hedren wielokrotnie dochodziło do spięć – aktorka podczas jednej z kłótni miała go nazwać „grubą świnią”, co spowodowało, że od tej pory zachowywali do siebie dystans i porozumiewali się jedynie przez osoby trzecie.
Po niezadowalającym odbiorze Ptaków liczył, że bardziej wymagający krytycy będą pod wrażeniem opowieści o dramacie psychologicznym i seksualnym, lecz tak się nie stało. Jeden z nich pisał za pośrednictwem „The New York Timesa”: „Mam dziwne podejrzenie, że pan Hitchcock bierze siebie nazbyt poważnie, co może być efektem słuchania przesadnie ezoterycznych wielbicieli”. Za nieprzychylne opinie i klęskę komercyjną filmu obwiniał Hedren. Niepowodzenie Marnie sprawiło, że był to ostatni film psychologiczny w jego dorobku. Wytwórnia zaczęła naciskać na Hitchcocka, by pozostał w konwencji grozy i napięcia.

### Schyłek kariery (1966–1976)

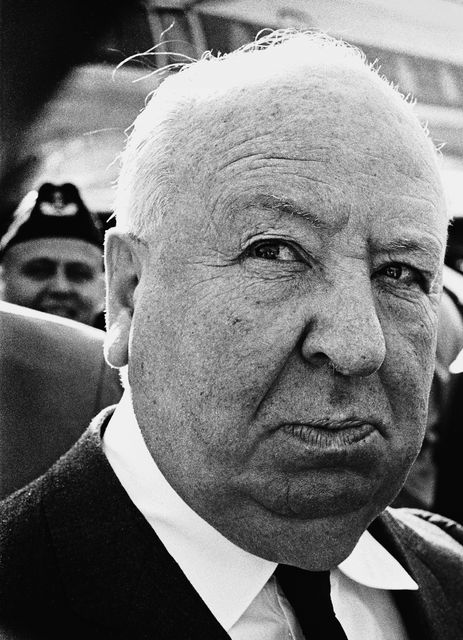
Hitchcock podczas wizyty w Helsinkach (na zdj. w 1968)

Globalny sukces produkcji o przygodach Jamesa Bonda sprawił, że podjął decyzję o realizacji obrazu szpiegowskiego. Podstawową ideą powstania Rozdartej kurtyny (1966) była historia ucieczki Donalda Macleana i Guya Burgessa do Związku Socjalistycznych Republik Radzieckich w 1951. Do głównych ról studio Universal zaangażowało Paula Newmana i Julie Andrews. Wiele problemów sprawiał scenariusz – Hitchcock rozpoczął realizację, nim został on ukończony. W trakcie zdjęć stracił zapał do filmu, wyrażając niezadowolenie z gry i wysokich zarobków Andrews i Newmana. Fabuła opowiadała o naukowcu, który w rzeczywistości okazuje się być podwójnym agentem pracującym głównie dla Amerykanów, aby wykraść tajne projekty Wschodnim Niemcom. „The New York Times” pisał, że w porównaniu z takimi obrazami jak Pozdrowienia z Rosji (1963) i Operacja Piorun (1965, oba w reż. Terence’a Younga) film Alfreda Hitchcocka wydaje się „tak nowatorski i sensacyjny jak włóczkowy szalik babci”. Mieszane recenzje powodowały coraz większe jego rozczarowanie.
Po wakacjach spędzonych w Sankt Moritz zaczął coraz intensywniej rozmyślać nad przypadkami brytyjskich morderców, m.in. Neville’a Heatha, który w 1946 brutalnie zabił dwie kobiety. O pomoc w napisaniu scenariusza zwrócił się do Benna Levy’ego, współautora historii do Szantażu z 1929. Fabuła Kalejdoskopowego szału miała traktować o psychopatycznym mordercy, homoseksualiście, starającym się zagonić w swoją sieć policjantkę. Kierownictwo Universalu, z uwagi na kontrowersyjny scenariusz i postać głównego bohatera, nie zgodziło się na realizację. Hitchcock odłożył planowany projekt na półkę.

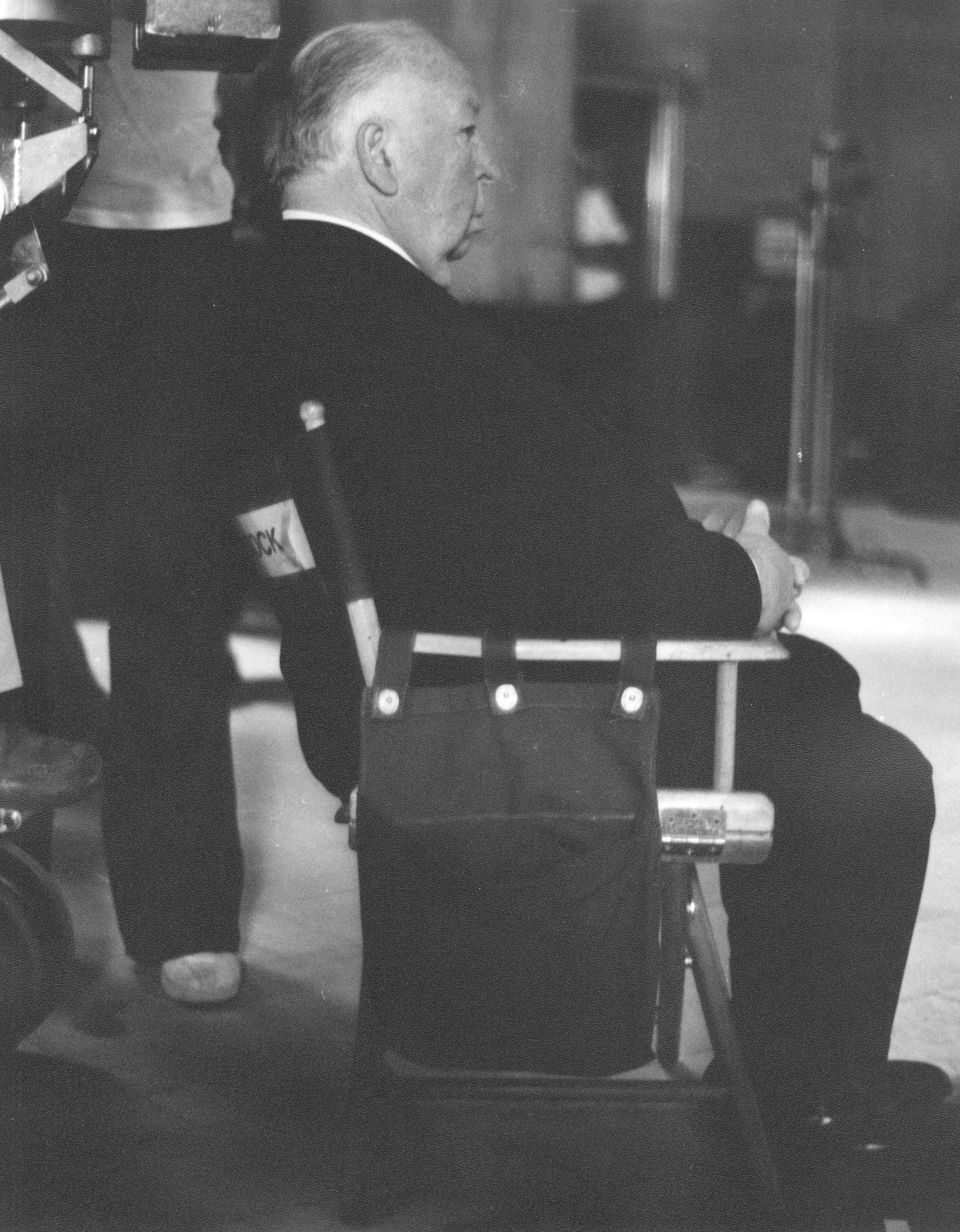
Hitchcock na planie filmu Intryga rodzinna (1976), który był ostatnią produkcją w jego dorobku

Latem 1968 przedstawiciele studia zaproponowali film na podstawie powieści Leona Urisa. Hitchcock początkowo podchodził do tego pomysłu entuzjastycznie, lecz wkrótce popadł w konflikt z autorem. Fabuła dreszczowca szpiegowskiego Topaz (1969) skupiała się na agencie francuskich służb specjalnych, który za pośrednictwem swoich kontaktów na Kubie dowiaduje się, że Sowieci instalują tam pociski rakietowe. Realizacja filmu była problematyczna; zatrudnieni duńscy, francuscy oraz niemieccy aktorzy nie rozumieli czarnego humoru i seksualnych aluzji reżysera, który zaczął wykazywać się obojętnością; zdarzało mu się przysypiać na planie. Jak przyznawał: „kręcenie Topazu to było jedno wielkie nieszczęście”. Pauline Kael pisała na łamach tygodnika „The New Yorker”: „Najbardziej konsternujące w Topazie jest to, że jak się zdaje, Hitchcockowi niczego już się nie chce i stracił wyczucie”.
Szukając nowych inspiracji chodził do teatru, oglądał filmy i czytał. Otrzymawszy powieść Goodbye Piccadilly, Farewell Leicester Square opowiadającej o maniakalnym zabójcy impotencie, napadającym na kobiety w centralnym Londynie, wyraził chęć sfilmowania historii, która łudząco przypominała mu fabułę Kalejdoskopowego szału. Ze względu na okrojony budżet był zmuszony do rezygnacji z kręcenia „z ręki” i naturalnego oświetlenia. Scenariusz napisał Anthony Shaffer, a zdjęcia realizowano w angielskiej stolicy i w Pinewood Studios. W głównej roli niewinnie oskarżonego mężczyzny szukającego zemsty na rzeczywistym mordercy wystąpił Jon Finch. Premiera dreszczowca kryminalnego Szał (1972) miała miejsce podczas 25. MFF w Cannes w maju, gdzie Hitchcockowi zgotowano owacje na stojąco. Szał był jego największym sukcesem od czasu Psychozy; „The New York Times” napisał: „Hitchcock w olśniewającej formie”, podczas gdy „Time” przyznawał, że „Hitchcock jest nadal mistrzem”. Krytycy uznali Szał za arcydzieło w jego późniejszym okresie kariery. Uzyskał nominację do Złotego Globu za najlepszą reżyserię.

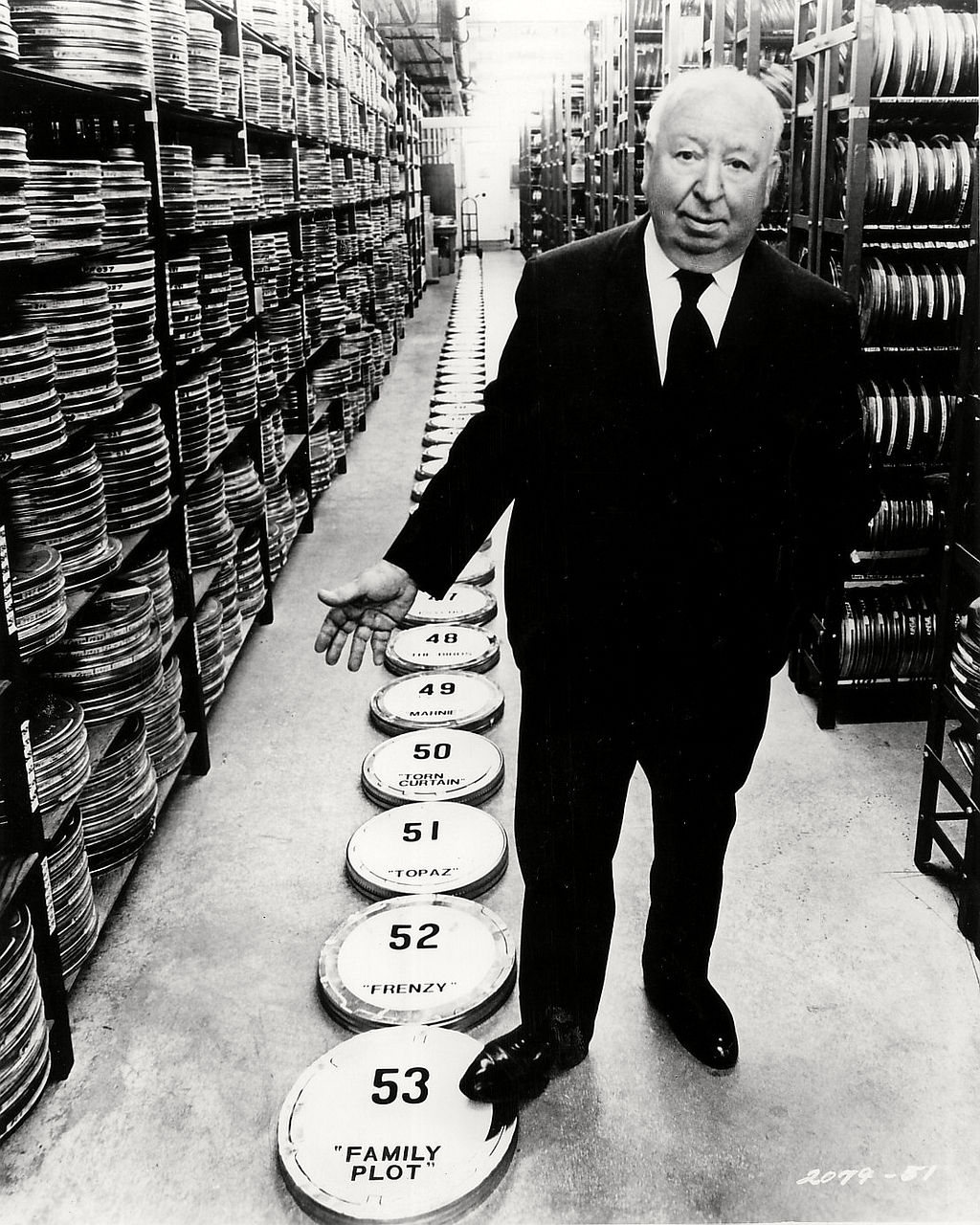
Hitchcock z taśmami wszystkich wyreżyserowanych przez siebie 53 filmów (1976)

Latem 1973 zdecydował się na ekranizację powieści The Rainbird Pattern pióra Victora Canninga. Do projektu zaprosił scenarzystę Ernesta Lehmana, z którym miał wiele rozbieżnych wizji dotyczących produkcji. Studio sugerowało zatrudnienie Jacka Nicholsona oraz Lizę Minnelli, lecz Hitchcock odmówił z uwagi na zbyt wysokie gaże dla aktorów, a w ich miejsca zaangażował Bruce’a Derna i Barbarę Harris. W trakcie realizacji odczuwał coraz większe zmęczenie – miał problem z długim staniem z powodu doskwierającego artretyzmu. Często poganiał wszystkich, aby jak najszybciej skończono zdjęcia. Etap postprodukcji pozostawił swoim zastępcom. Intryga rodzinna (1976) – stanowiąca mieszankę czarnej komedii i dreszczowca – została przyjęta z mieszanymi opiniami po marcowej premierze. Frank Rich w recenzji dla „New York Posta” przyznawał, że: „jak wielu współczesnych malarzy [takich jak (Paul) Klee czy (Wassily) Kandinsky], także wielkich reżyserów filmowych z wiekiem zaczynają coraz bardziej intrygować abstrakcyjne możliwości związane z ich stylem”.

### Ostatnie lata i śmierć
W ostatnich latach życia zmagał się z artretyzmem, który powodował, że miał trudności z porannym wstawaniem. Przyjmował zastrzyki z kortyzonu. Zaczął także lekko głuchnąć. Mimo to codziennie jeździł do biura. Hume Cronyn przyznawał, że w ostatnich latach stawał się „coraz smutniejszy i coraz bardziej samotny”. Z uwagi na ciągłe zainteresowanie jego twórczością, wyrażał chęć pracy. Nosił się z zamiarem ekranizacji powieści pióra Ronalda Kirkbride’a The Short Night z 1968 opowiadającej o podwójnym agencie, który ucieka z więzienia Wormwood Scrubs. Wykupił też prawa do sfilmowania utworu Seana Borkue’a The Springing of George Blake (1970).
Jesienią 1978 poślizgnął się na dywaniku w łazience. Od tamtej pory poruszał się o lasce. Coraz częściej płakał w otoczeniu znajomych. Z uwagi na problemy zdrowotne i twórczą niemoc nadużywał alkoholu. Wiosną 1979 David Freeman przygotował scenariusz do realizacji The Short Night, lecz Hitchcock ogłosił, że nie zrobi więcej żadnego filmu. 7 marca został uhonorowany przez organizację American Film Institute (AFI) nagrodą za całokształt twórczości. Nie był zachwycony ceremonią, uważając, że ma wszelkie cechy kosztownego pogrzebu. Nadwaga i problemy z chodzeniem powodowały, że miał trudności z dojściem do stołu. Podczas uroczystej przemowy podziękował swojej żonie i córce, podkreślając, że zawsze go motywowały, pomagały oraz zachęcały. Wśród wielu zaproszonych gości byli m.in. Cary Grant, Ingrid Bergman, Sean Connery i Vera Miles. W maju zamknął biuro i przedsiębiorstwo.
Ostatnie miesiące życia spędził w swoim domu w Bel Air, leżąc w łóżku. Nie wykazywał zainteresowania otaczającym go światem, nie chciał pić ani jeść. Nielicznych gości przyjmował z dużym chłodem i wrogością. Pokrzykiwał też na lekarzy. Zmarł o dziewiątej siedemnaście 29 kwietnia 1980 z powodu niewydolności nerek. Uroczystości pogrzebowe, którym przewodniczył ojciec Thomas Sullivan, odbyły się 30 kwietnia w Kościele pod wezwaniem Dobrego Pasterza w Beverly Hills. Mowę pogrzebową wygłosił agent Lew Wasserman. Wśród 600 osób przybyłych na uroczystość obecni byli m.in. Alma Reville (na wózku inwalidzkim), François Truffaut, Janet Leigh, Karl Malden, Louis Jourdan, Mel Brooks i Tippi Hedren. Zwłoki Hitchcocka poddano kremacji. 10 maja jego prochy rozsypano nad Pacyfikiem. Majątek reżysera, szacowany na kwotę 20 milionów dolarów, trafił do żony, córki i trzech wnuczek.

## Życie prywatne

### Małżeństwo i rodzina

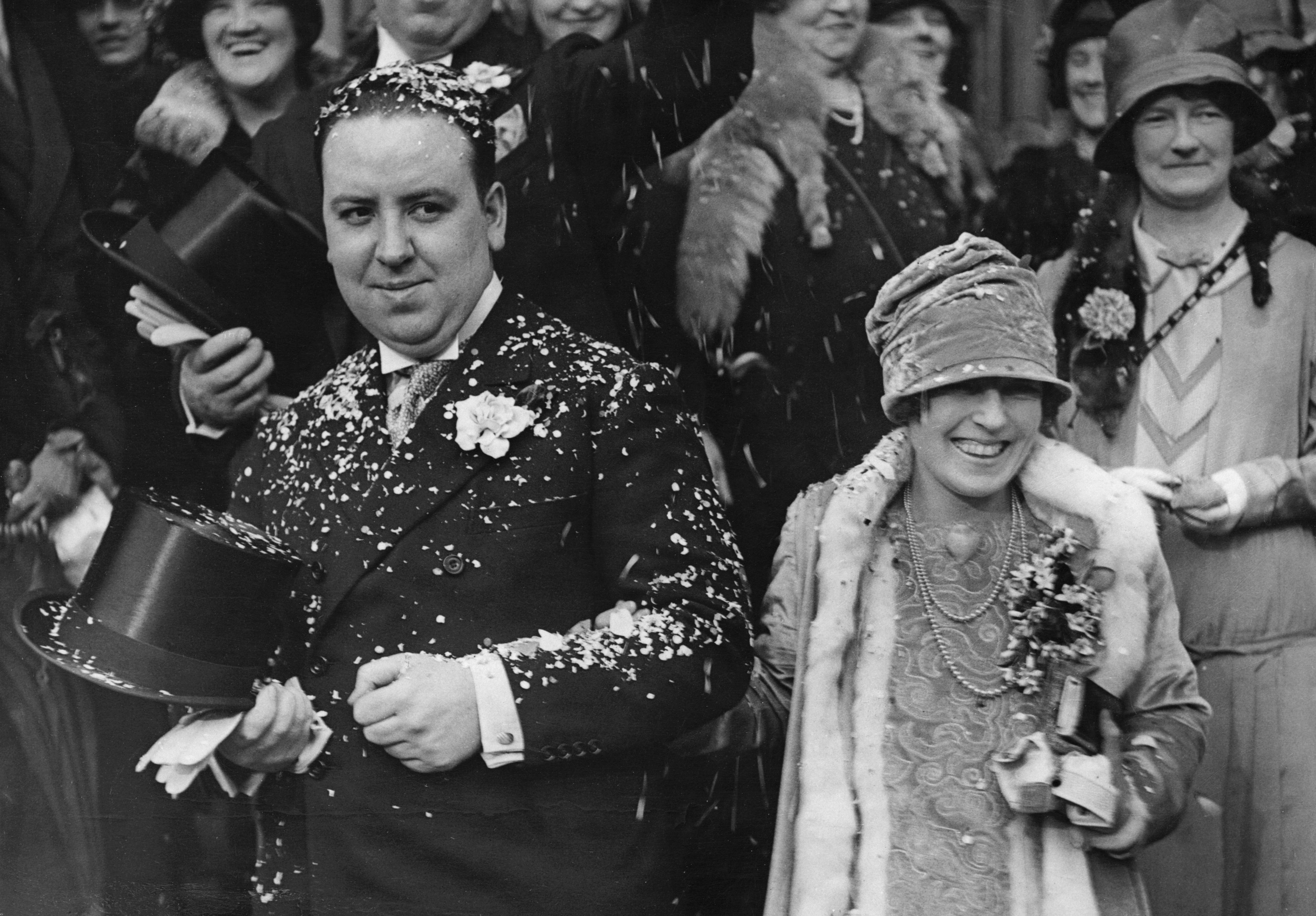
Ślub Hitchcocka i Reville (1926)

Swoją żonę Almę Reville poznał w Famous Players-Lasky na początku lat 20. Reville w wieku 16 lat zaczęła pracę w dziale montażu w Twickenham Film Studios, gdzie szybko awansowała na stanowisko kierownika planu i drugiego reżysera. Mieszkała z rodzicami nieopodal studia. Od 1923 regularnie współpracowała z Hitchcockiem przy filmach. Oświadczył się jej w wigilię 1925 w trakcie rejsu powrotnego z Niemiec do Anglii, gdzie wspólnie pracowali nad filmem Orzeł z gór (1927). 2 grudnia 1926 pobrali się w obrządku rzymskokatolickim w Brompton Oratory w dzielnicy Knightsbridge, a ceremonii przewodniczył wielebny J.J. Bevan. Na miesiąc miodowy udali się w podróż do Paryża, nad jezioro Lago di Como oraz Badrutt’s Palace Hotel w Sankt Moritz w Szwajcarii, do którego starali się wracać przy każdej okazji rocznicy ślubu.
W jednym z artykułów prasowych Hitchcock wspominał, że „[Reville] ma żywą, baczną osobowość, pogoda nigdy nie ustępuje z jej twarzy, a usta otwiera tylko wtedy, kiedy wielkodusznie może udzielić swej nieocenionej pomocy”. Po ślubie zamieszkali przy Cromwell Road 153 w Londynie, wynajmując dwa najwyższe piętra. Reżyser liczył się z jej zdaniem; Reville pierwsza widziała ukończony film i to do niej należała ostateczna ocena. Byli zgodnym małżeństwem, choć w ocenie ich znajomych, bardziej niż mężem i żoną byli współpracującymi partnerami. Hitchcock najczęściej zwracał się do niej per „madame” lub „księżniczko”, bądź też „dzieciaku”.
Jedyna córka Hitchcocków, Patricia „Pat” Alma Hitchcock, przyszła na świat 7 lipca 1928. Po jej narodzinach reżyser zakupił za 2,5 tys. funtów 11-akrową posiadłość Winter’s Grace nieopodal wsi Shamley Green, położoną pięć mil od Guildford, gdzie wraz z rodziną spędzał weekendy. Po przeprowadzce do Stanów Zjednoczonych wczesną wiosną 1939, zamieszkali w apartamencie przy Wilshire Boulevard w Los Angeles, wyposażonym w basen i kort tenisowy, jednak po miesiącu przenieśli się do wynajętego od Carole Lombard dużego domu przy St Cloud Road 609 w Bel Air. Latem 1940 Hitchcock, za kwotę 40 tys. dolarów, nabył letniskową posiadłość Heart O’ the Mountain’ (lub nazywaną też Cornwall Ranch) leżącą w Scotts Valley, na stoku gór Santa Cruz, gdzie Reville w ogrodzie pielęgnowała białe róże. W niedziele wraz z żoną i córką uczęszczał do pobliskiego kościoła pod wezwaniem Dobrego Pasterza. Jego ulubioną restauracją była Chasen’s w West Hollywood, w której regularnie, co czwartek, spożywał posiłki.
Gdy Lombard zginęła w katastrofie lotniczej w styczniu 1942, Reville znalazła nowy apartament przy Bellagio Road 10957 w Bel Air, w którym Hitchcockowie mieszkali do końca swojego życia. Była to skryta między drzewami, rozległa posiadłość z siedmioma sypialniami i pięcioma łazienkami. Pod koniec lat 50. zakupili dwa psy rasy West Highland white terrier – Geoffreya i Stanleya (od ich imion Hitchcock utworzył towarzystwo produkcyjne Geoffrey Stanley Production, odpowiedzialne za rozpowszechnianie filmu Marnie; 1964). Był też właścicielem domu wakacyjnego nad zatoką Monterey Bay. W wolnych chwilach podróżował z rodziną po Europie i różnych zakątkach świata.
20 kwietnia 1955 otrzymał w sądzie federalnym w Los Angeles amerykańskie obywatelstwo. 20 stycznia 1965 przewodniczył inauguracyjnej gali prezydenta Lyndona B. Johnsona.

### Osobowość, zainteresowania, przyjaźnie

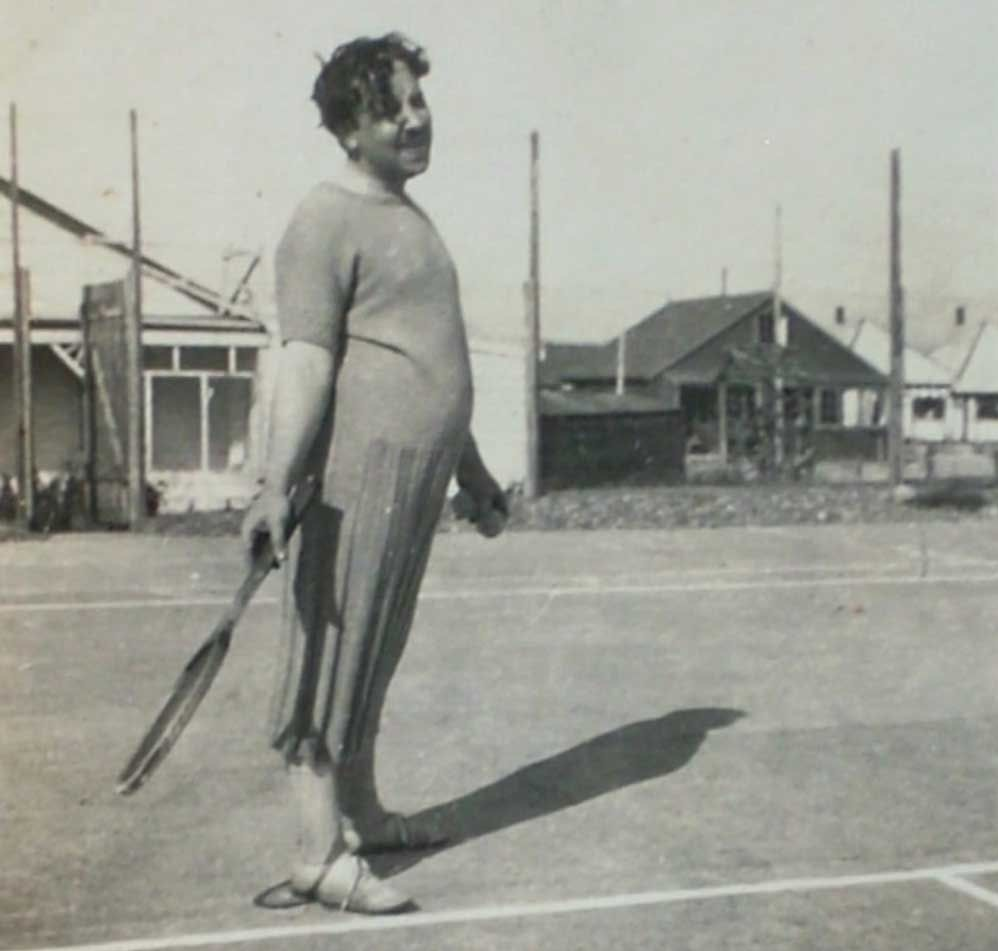
Hitchcock grający w tenisa (lata 20.)

Z natury był osobą lękliwą, skrytą, wstydliwą; początkowo odczuwał dyskomfort z powodu swej tuszy, lecz w późniejszych latach często wykonywał w towarzystwie przyjaciół taniec brzucha, uchodzący za jego stały dowcip. Jak wspominał, bał się wszystkiego, zawsze przewidywał najgorsze rozwiązania i przygotowywał się na nie. Truffaut powiedział o nim, że jest „wylęknionym neurotykiem”. Cierpiał m.in. na antropofobię, akrofobię i zawroty głowy. W trakcie opowiadania bądź argumentacji wyraziście gestykulował, posiadał też bogaty zasób aforyzmów i anegdot. Często zasypiał przy stole w obecności gości.
Zdaniem aktorów, z którymi pracował, Hitchcocka cechowała bezkonfliktowość, opanowanie oraz spokój. Zyskał opinię reżysera milczącego, który nie rozmawiał i nie instruował aktorów, oczekując od nich jedynie „wykonywania swojego zawodu”. W latach młodości przejawiał nieśmiałość w kontaktach z kobietami. Nigdy nie brał udziału w szkolnych zabawach, podobnie jak i rodzinnych przyjęciach. Przeważnie siedział z boku i obserwował (taką postawę, prowadzącą do podglądactwa, często wykorzystywał w swoich filmach). Biografowie doszukiwali się różnych interpretacji tego stanu rzeczy; od relacji z matką po edukację u jezuitów. Będąc młodzieńcem przejawiał rozbudowane fantazje seksualne i obsesje (w filmach często wykorzystywał motyw gwałtu i zabijania kobiet).
Interesowały go intymne szczegóły z życia aktorów, z którymi współpracował. Uchodził za osobę pedantyczną – w szafie posiadał starannie skrojone na miarę i ponumerowane ciemnogranatowe garnitury oraz m.in. identyczne pary bielizny, butów, krawatów i skarpetek. Według Ackroyda „swoje życie organizował jak kampanię militarną”. Był znany z niekonwencjonalnego poczucia humoru (w trakcie realizacji filmu Ptaki [1963] w 1962, podarował córce Tippi Hedren obrazek, na którym jej matka spoczywała w trumnie). Reville przyznawała, że „nieustannie urządza ludziom dowcipy w takim stylu, że zaczynam się tego lękać”. Do jego zwyczajów należało też tłuczenie filiżanki po śniadaniowej i popołudniowej herbacie. Jak twierdził: „to dobre dla nerwów, rozładowuje napięcia. Znacznie lepsze niż czepianie się aktorów”.

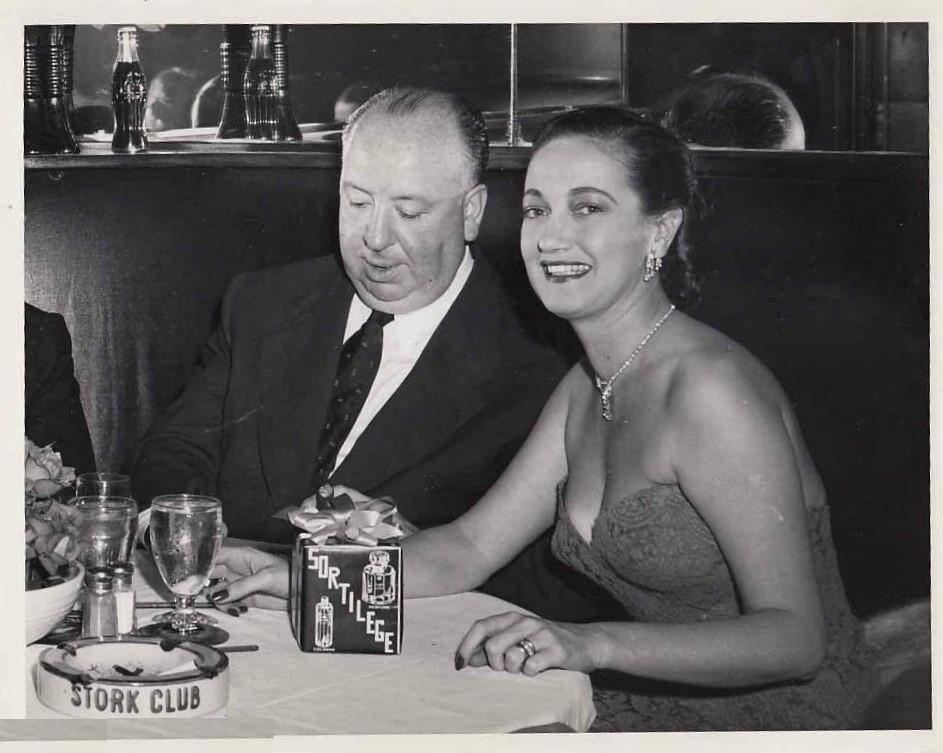
Hitchcock i Dorothy Lamour w nowojorskim Stork Club (lata 50.)

W dzieciństwie był ministrantem. Interesował się m.in. podróżowaniem, kolekcjonował mapy i rozkłady jazdy. W jego sypialni wisiała mapa, na której chorągiewkami zaznaczał zmiany w położeniu statków oceanicznych. Znał na pamięć wszystkie stacje Orient Expressu i kolei transsyberyjskiej. Uczęszczał do doków podziwiać parowce. Do jego największych zamiłowań należało też czytanie protokołów z rozpraw sądowych. Często odwiedzał Black Museum Scotland Yardu i siedzibę centralnego sądu kryminalnego Old Bailey. Szczególnie interesowały go procesy morderców, zwłaszcza zabójców kobiet. Regularnie oglądał z rodzicami spektakle wystawiane na West Endzie. Pracując w fabryce u Henleya zorganizował drużynę futbolową i brał udział w rozgrywkach bilardowych.
Cenił sztukę niefiguratywną i malarstwo francuskie z początku XX wieku. Kolekcjonował prace takich artystów, jak: Amedeo Modigliani, Chaim Soutine, Georges Rouault, Maurice de Vlaminck, Maurice Utrillo, Paul Klee, Raoul Dufy i Thomas Rowlandson. Od 1954 inwestował w przemysł naftowy i hodowlę bydła. Oglądał także wyścigi konne. Był zapalonym ogrodnikiem. Często występował na amerykańskich uniwersytetach, prowadząc odczyty dla studentów. Przez całe życie unikał prowadzenia negocjacji finansowych, które powodowały stres i napięcia nerwowe.
Według biografów nigdy nie był przesadnie towarzyski i nie utrzymywał długotrwałych przyjaźni. Mimo to miał serdeczne relacje z Carym Grantem, Grace Kelly i jej mężem Rainierem III, Ingrid Bergman oraz Jamesem Stewartem, którzy często gościli u niego w posiadłości w Santa Cruz na uroczystych kolacjach, gdzie częstował ich winem, pochodzącym z prywatnej winnicy. Do wąskiego grona przyjaciół należeli również Hume Cronyn i Jay Presson Allen. Aktorzy, współpracownicy i znajomi zwracali się do niego „Hitch”, co było skrótem od nazwiska.

## Filmografia
Podczas trwającej 60 lat kariery wyreżyserował 53 filmy fabularne, z czego 24 produkcje powstały w Anglii, przed jego przeprowadzką do Stanów Zjednoczonych w 1939.
Sześć wyreżyserowanych przezeń filmów (Rebeka; 1940, Urzeczona; 1945, Osławiona; 1946, Okno na podwórze; 1954, Północ, północny zachód; 1959 i Psychoza; 1960) zestawiano w pierwszej dziesiątce podsumowań roku w amerykańskim box offisie. Czternaście produkcji uzyskało przynajmniej jedną nominację do Oscara w dowolnej kategorii, z czego pięć zdobyło co najmniej jedną statuetkę. Dziewiętnaście produkcji Hitchcocka – po uwzględnieniu inflacji – przekroczyło sumę 100 milionów dolarów dochodu z biletów na rynku krajowym.
Dziewięć z jego filmów: Rebeka, Cień wątpliwości (1943), Osławiona, Nieznajomi z pociągu (1951), Okno na podwórze, Zawrót głowy (1958), Północ, północny zachód, Psychoza i Ptaki (1963) wpisano do National Film Registry (NFR).

## Styl filmowy
Do głównych inspiracji Hitchcocka należała twórczość poety Edgara Allana Poego, Gilberta Keitha Chestertona, prekursora powieści detektywistycznej Wilkiego Collinsa i praca reżyserska Friedricha Wilhelma Murnaua. Znaczący wpływ na niego miała również kinematografia niemiecka z okresu 1924/1925. Od tamtejszych filmowców i techników uczył się tworzenia napięcia wewnątrz pojedynczej sekwencji, elementów tworzenia silnych wrażeń w ramach obrazu, dynamicznych relacji między światłem a cieniem oraz związku bohaterów z dekoracjami.
W pierwszych latach twórczości wypracował charakterystyczne elementy, powielane przy okazji późniejszych produkcji. W epoce kina niemego, powracał do czasów dzieciństwa, przedstawiając ulice Londynu ożywione music-hallami, pubami i ulicznymi straganami. Wykorzystywał elementy wiktoriańskiego melodramatu połączone z technikami ekspresjonistycznymi. Częstym motywem jego produkcji było również powiązanie komedii z napięciem oraz stawianie widza w roli podglądacza.
Przed przystąpieniem do realizacji starannie opracowywał scenorys, szkicując ustawienia postaci, ich działania, a także pozycję kamery. Kluczową rolę w jego filmach odgrywał kontrast blasku i cienia; wizualizując postacie oraz przedmioty, sam stawał za kamerą, która stanowiła dla niego centralny punkt obrazu. Od czasów filmu Człowiek, który wiedział za dużo (1934), szczególny nacisk kładł na połączenie dreszczowca z komedią, napięcia z pantomimą oraz wyrafinowanego realizmu z przesadną teatralnością (podobne próby czynił wcześniej realizując Na równi pochyłej; 1927 czy Bogatych i dziwnych; 1931). Efekty te dały początek typowego „hitchcockowskiego dreszczowca”.

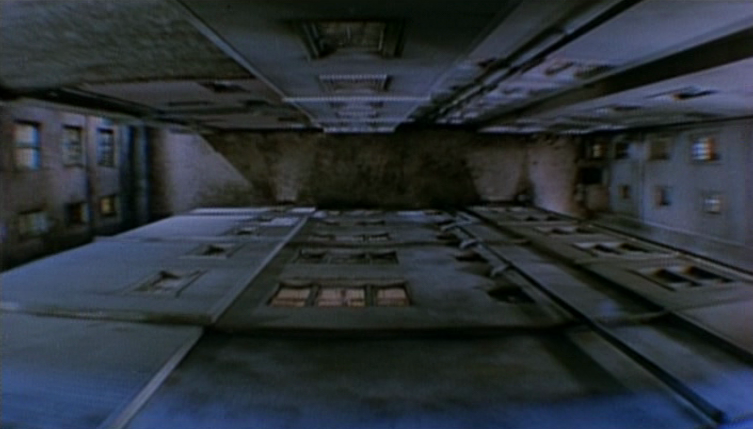
Efekt dolly zoom zastosowany przez Hitchcocka w Zawrocie głowy (1958)

W swoich filmach, zwłaszcza przy realizacji obrazu Osławiona (1946), szczególny nacisk kładł na płynny ruch kamery, skupiając się na twarzach aktorów – w zbliżeniach lub półzbliżeniach – starając się ukazać ich emocje oraz stan psychiczny. Był zdania, że „film rozpoczyna się od twarzy aktora. To jej rysy będą prowadzić wzrok widza, a przemyślana organizacja tych owalnych kształtów w prostokącie sceny jest prawdziwym egzaminem dla reżysera”. Poprzez nagrywanie długich 10-minutowych sekwencji w filmach Sznur (1948) i Pod znakiem Koziorożca (1949), postawił na teatralną narrację oraz wzmocnienie wrażenia formalizmu. Z kolei w Nieznajomych z pociągu (1951) główny motyw odgrywa dwoistość ludzkiej natury – co zawsze fascynowało reżysera – dlatego też, w wielu jego filmach, dublety, dualność czy dychotomia, stanowiły podstawę charakteru bohatera. „Stworzył świat pełen cieni, sylwetek i mroku; stał się prawdziwym mistrzem filmowego światłocienia, który tak dobrze pozwala oddać atmosferę winy i niepokoju” – pisał Ackroyd.
Jean-Luc Godard uważał Hitchcocka za „największego w XX wieku kreatora form”. Jego lękliwa natura oraz różne fobie miały bezpośredni wpływ na charakter filmów, które nasycał przerażeniem i w których trwoga stawała się niezbywalnym aspektem codziennego życia. Często wykorzystywał w swych produkcjach wątki osobiste – m.in. jedna z bohaterek Cienia wątpliwości (1943, grana przez Patricię Collinge) nosi imię Emma, podobnie jak matka Hitchcocka, która zmarła w trakcie realizacji filmu. W Oknie na podwórze (1954) istotną rolę odgrywa obserwacja, co przypomina zamiłowanie reżysera do wszelkich erotycznych plotek i insynuacji. Przez całą karierę nie przepadał za nagrywaniem w plenerze, wolał korzystać ze scenografii, choć według McGilligana lubił pracę w plenerze, dającą mu możliwość poznawania nowych miejsc, do których później podróżował.
Hitchcock zasłynął uwagą, że „aktorzy to bydło”, wygłoszoną podczas prac nad filmem Starsza pani znika (1938). Dla reżysera aktorzy byli częścią scenerii filmowej: „Moim zdaniem, aktor filmowy powinien być raczej elastyczny, praktycznie zaś – nie powinien w ogóle nic robić. Powinien zachowywać się spokojnie i naturalnie, co zresztą nie jest takie proste, i godzić się na bycie używanym przez reżysera. Powinien zostawić kamerze troskę o znalezienie najlepszych akcentów i najważniejszych punktów kulminacyjnych”.

## Spuścizna
Uznawany jest za jednego z najwybitniejszych filmowców w historii kinematografii. Camille Paglia przyznała: „Stawiam go na równi z [Pablem] Picassem, [Igorem] Strawinskim, [Jamesem] Joyce’em oraz [Marcelem] Proustem”. John Russell Taylor charakteryzował go jako „najbardziej rozpoznawalną osobę na świecie” oraz „prostego Anglika z klasy średniej, który akurat był artystycznym geniuszem”. Patrick McGilligan pisał: „Pomijając jego mistrzostwo, filmy, które tworzył, są świadectwem bezustannego dążenia do niezwykłego życia i wyrazem wielkiego ducha tego niskiego, pulchnego chłopca, syna sprzedawcy warzyw, który wyrósł na prawdziwego rycerza filmu”. Z kolei krytyk Roger Ebert uważał, że Hitchcock był „prawdopodobnie najważniejszą postacią pierwszej połowy stulecia filmu”.
Cztery z jego filmów: Okno na podwórze (1954), Zawrót głowy (1958), Północ, północny zachód (1959) i Psychoza (1960), dwukrotnie (w 1998 i 2007) sklasyfikowano na liście „stu najlepszych amerykańskich filmów” sporządzonej przez AFI. W 1999 Brytyjski Instytut Filmowy (BFI) zaliczył dwa wyreżyserowane przezeń obrazy – 39 kroków (1935) i Starsza pani znika (1938) – do rankingu najwybitniejszych filmów tamtejszej kinematografii XX wieku. W 2002 redakcja pisma branżowego „MovieMaker” uznała go za „najbardziej wpływowego reżysera w historii”, umieszczając w rankingu wyżej od D.W. Griffitha i Orsona Wellesa. Na podstawie ankiety przeprowadzonej w 2007 przez „The Daily Telegraph”, Hitchcocka uznano za najwybitniejszego brytyjskiego reżysera. Krytyk David Gritten pisał: „Bez wątpienia jest największym filmowcem, który wyłonił się z tych wysp, Hitchcock zrobił więcej niż jakikolwiek reżyser, by ukształtować nowoczesne kino, które bez niego byłoby zupełnie inne”.
Gene Adair zwracał uwagę, że mimo upływu kilku dekad od śmierci, twórczość Hitchcocka wciąż wzbudza zainteresowanie wśród współczesnych naukowców i krytyków. „Jeszcze przed śmiercią jego praca była regularnie wykładana na studiach filmowych, a dziś pozostaje prawdopodobnie najbardziej «studiowanym» reżyserem w historii kina” – pisał. Wciąż ukazują się na rynku różne prace wydawane w formie esejów i książek, które analizują niuanse jego filmów z różnych perspektyw. Wielu historyków skupia się na strategiach technicznych, choć znaczna część bada je pod kątem tego, jaki wpływ produkcje reżysera wywarły na kulturę i społeczeństwo anglo-amerykańskie. Podobną opinię wyrażał też McGilligan, według którego o Hitchcocku powstało więcej książek niż o jakimkolwiek innym reżyserze filmowym.

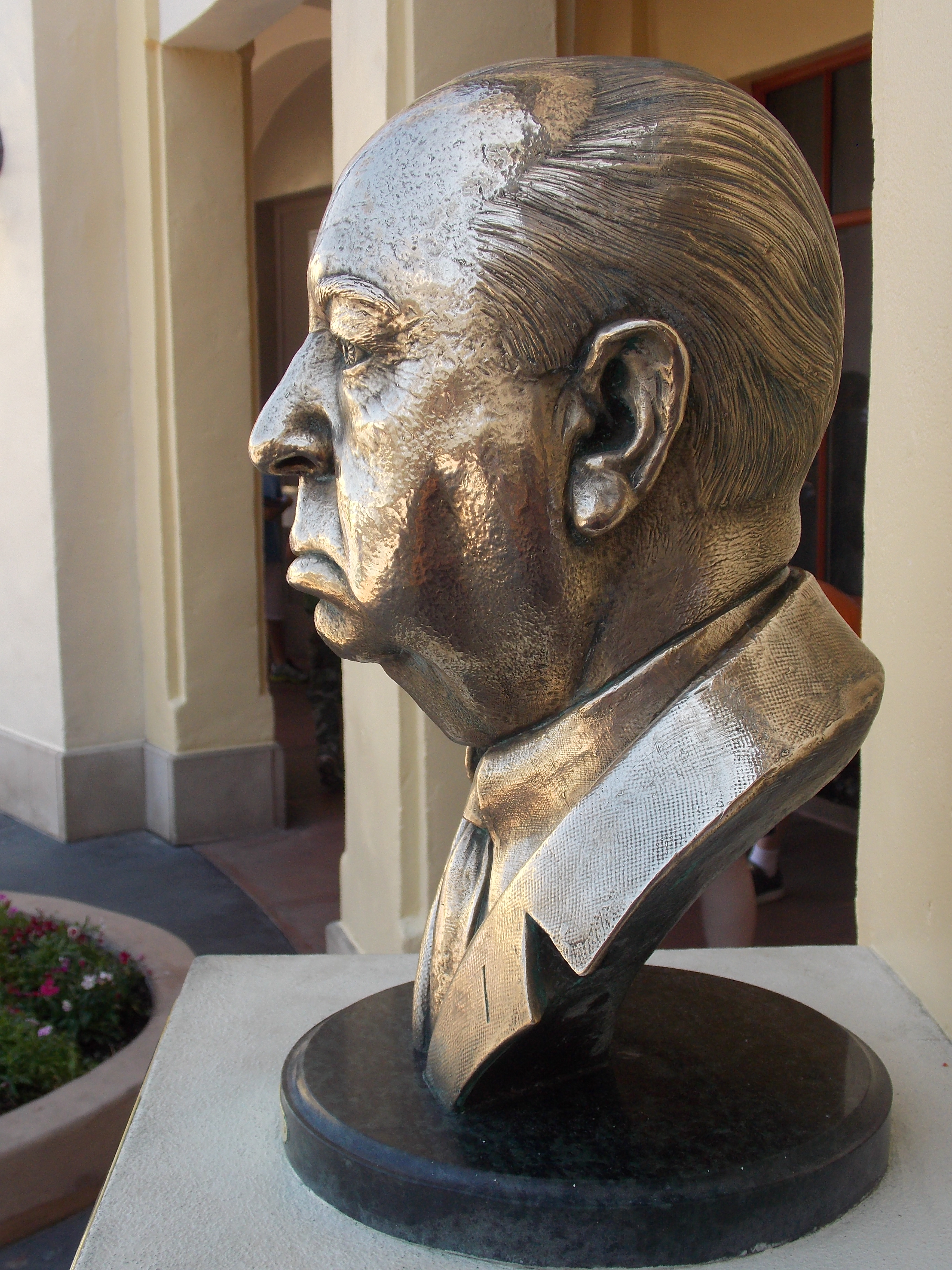
Popiersie Hitchcocka mieszczące się w Universal Studios (2012)

Jednym z kluczowych pytań stawianych przez krytyków jest stosunek Hitchcocka do kobiet. Niektórzy z nich, opierając się na takich filmach jak Psychoza czy Szał (1972), zwracają uwagę na szokujące akty przemocy wobec kobiet, gdzie mężczyzna przedstawiony jest w postaci osoby małodusznej, a nawet o cechach mizoginistycznych.
Wielu współczesnych reżyserów powołuje bądź powoływało się na Hitchcocka jako jedno z głównych źródeł inspiracji. Brian De Palma we wczesnym etapie kariery (Siostry; 1972, Obsesja; 1976 oraz W przebraniu mordercy; 1980), tworzył pod wpływem twórczości Anglika, określając go mianem „pioniera gramatyki kina”. Martin Scorsese i Steven Spielberg wymieniali Hitchcocka jako jedną z kluczowych inspiracji. Graeme Harper, kierownik artystyczny na Uniwersytecie w Portsmouth (UoP) i Rob Stone, starszy wykładowca na wydziale mediów i komunikacji walijskiego Uniwersytetu w Swansea, napisali: „Hitchcock to jeden z największych popularnych surrealistów kina. Jego osobiste zainteresowanie wczesnym surrealizmem, a także fascynacja irracjonalnym, seksualnym pragnieniem i stanem snu, w połączeniu z potężnymi siłami nowoczesności, pomogły ukształtować jego surrealistyczną estetykę”. Według nich reżyser wywarł głęboki wpływ na kierunek współczesnego filmu w odniesieniu do surrealizmu.
8 lutego 1960 – za swój wkład w przemysł filmowy i jego rozwój – otrzymał dwie gwiazdy na Hollywoodzkiej Alei Gwiazd (za dokonania filmowe i telewizyjne), które mieszczą się przy 6506 i 7013 Hollywood Boulevard. Latem 1962 François Truffaut, jeden z głównych przedstawicieli francuskiej Nowej Fali, przeprowadził wywiad-rzekę z reżyserem, w którym poruszył dogłębną analizę wszystkich jego filmów. Zapisy rozmów ukazały się w formie książki na rynku w 1966.
3 sierpnia 1998 amerykańska poczta (USPS) wydała limitowaną serię 32-centowych znaczków pocztowych z jego podobizną w związku z edycją „Legendy Hollywoodu”. Wiosną i jesienią 1999 – w związku z przypadającą setną rocznicą urodzin – Museum of Modern Art (MoMA) zorganizowało wystawę pamiątek po Hitchcocku i projekcję wszystkich jego zachowanych filmów. Rok później dzieła reżysera zaliczono do wielkich obrazów i zorganizowano wystawę „Hitchcock and Art: Fatal Coincidence”, którą otwarto w Musée des Beaux-Arts de Montréal, przed wysłaniem jej do Centre Georges Pompidou. W maju 2012 znalazł się w gronie brytyjskich ikon kulturowych, wybranych przez Petera Blake’a, które pojawiły się w jego nowej wersji najsłynniejszego dzieła – na okładce albumu Sgt. Pepper’s Lonely Hearts Club Band Beatlesów z 1967, by uczcić w ten sposób najważniejsze osobistości kultury brytyjskiej, które autor podziwiał. W czerwcu 2013 Brytyjski Instytut Filmowy (BFI), w hołdzie dla dokonań Hitchcocka, zorganizował program podróżniczy „The Hitchcock 9”, podczas którego prezentowano odrestaurowane wersje wczesnych niemych filmów reżysera. Jedna z jego edycji odbyła się w Harvey Theater w nowojorskim Brooklyn Academy of Music (BAM).
Powstały dwa filmy biograficzne o nim: kinowy Hitchcock (2012, reż. Sacha Gervasi) z Anthonym Hopkinsem i telewizyjny Dziewczyna Hitchcocka (2012, reż. Julian Jarrold) z Tobym Jonesem. W 2014 zrealizowano dramat biograficzny Grace księżna Monako (reż. Olivier Dahan) opowiadający o życiu Grace Kelly. Rolę Hitchcocka wykreował w nim Roger Ashton-Griffiths.
Produkcje Hitchcocka po dziś dzień są często emitowane w telewizji, stając się podstawą programową takich kanałów jak American Movie Classics (AMC) i Turner Classic Movies (TCM). „Alfred Hitchcock był gigantem w światowym kinie przez większą część XX wieku. Jego spuścizna wciąż odciska istotne piętno w XXI wieku” – pisał Adair. Przedstawiająca go figura woskowa znajduje się w kilkunastu filiach Madame Tussauds, m.in. w Hollywood, San Francisco i w Wiedniu.

## Nagrody i nominacje
W trakcie 60-letniej kariery pięciokrotnie uzyskiwał nominację do nagrody Akademii Filmowej w kategorii dla najlepszego reżysera za filmy Rebeka (1940), Łódź ratunkowa (1944), Urzeczona (1945), Okno na podwórze (1954) i Psychoza (1960). Był laureatem nagrody Stowarzyszenia Nowojorskich Krytyków Filmowych i Złotego Globu. Wśród wyróżnień stanowiących uhonorowanie jego dorobku były m.in. nagroda im. Irvinga G. Thalberga (1968), BAFTA Fellowship (1971), nagroda im. Cecila B. DeMille’a (1972), Gala Tribute (1974) oraz AFI Life Achievement Award (1979).

### Odznaczenia i tytuły
W 1963 otrzymał tytuł doktora honoris causa od władz Uniwersytetu Santa Clara. 9 czerwca 1968 ten sam tytuł nadał mu Uniwersytet Kalifornijski w Santa Cruz (UCSC), za „wspaniałe osiągnięcia na polu kinematografii”. 5 września 1969 otrzymał francuski Order Sztuki i Literatury w klasie Oficera za „znaczący wkład w sztukę”. 14 stycznia 1971 prezydent Georges Pompidou przyznał mu Legię Honorową w klasie Kawalera. W marcu w Royal Albert Hall odebrał od księżniczki Anny honorowe członkostwo w Stowarzyszeniu Sztuki Filmowej i Telewizyjnej. W 1972 władze Uniwersytetu Columbia nadały mu doktorat honoris causa w dziedzinie nauk humanistycznych.
31 grudnia 1979, z nadania królowej Elżbiety II, otrzymał Order Imperium Brytyjskiego w klasie Kawalera Komandora (KBE). Ze względu na zły stan zdrowia nie mógł osobiście udać się na ceremonię do Londynu. 3 stycznia 1980 – podczas prywatnej uroczystości zorganizowanej w Universal Studios – brytyjski konsul przedstawił mu dokument potwierdzający nadanie tytułu honorowego Sir. Zapytany o to, czemu musiał tak długo czekać, odpowiedział: „Przypuszczam, że to wynik zwykłej opieszałości”.